# Liste der Baudenkmäler in Eibelstadt
Auf dieser Seite sind die Baudenkmäler in der unterfränkischen Stadt Eibelstadt zusammengestellt. Diese Tabelle ist eine Teilliste der Liste der Baudenkmäler in Bayern. Grundlage ist die Bayerische Denkmalliste, die auf Basis des Bayerischen Denkmalschutzgesetzes vom 1. Oktober 1973 erstmals erstellt wurde und seither durch das Bayerische Landesamt für Denkmalpflege geführt wird. Die folgenden Angaben ersetzen nicht die rechtsverbindliche Auskunft der Denkmalschutzbehörde.
 Diese Liste gibt den Fortschreibungsstand vom 16. April 2020 wieder und enthält 95 Baudenkmäler.

## Ensembles

### Ensemble Altstadt Eibelstadt
Das Ensemble umfasst die Stadt in ihrer Ummauerung des 15./16. Jahrhunderts. Der 1096 erstmals bezeugte Ort ist karolingischen Ursprungs. Den Kern bezeichnen die heute in der Mitte der Stadtanlage liegende ehemalige Kirchenburg in Verbindung mit den unmittelbar westlich sich anschließenden Anwesen sowie die südlich davor liegende Bebauung am Marktplatz und in den oberen Teilen der Pfarrer-Manger-Gasse um den ehemaligen Turmhof, den Sitz des Reichsvogtes. Das von 1266 bis 1802 zum Würzburger Domkapitel gehörende Gemeinwesen erhielt 1434 Stadtrecht. Der anschließende stadtmäßige Ausbau ist in der heutigen Ortsgestalt überliefert. Innerhalb des längsovalen, 1435–1580 aufgeführten Mauerrings durchschneidet eine breite, südost-nordwestliche, mainparallel gerichtete Marktstraße das Stadtgebiet der Länge nach. Sie tangiert die alte Kirchenburg, die allseits frei, wie eine Insel in der Mitte der erweiterten Stadt stehen blieb. An ihren Schmalseiten entstanden in Verbindung mit der Marktstraße weite Plätze, der Heumarkt im Nordwesten und der Marktplatz im Südosten. Die von Tor zu Tor laufende Hauptachse wird am Marktplatz von einer weniger ausgeprägten Querachse durchkreuzt, die sowohl fluss-, als auch bergseits zu Nebentoren führt. Die breitere, mainseitige Stadthälfte ist durch sechs Quergassen erschlossen, die durchgehend kleinteilige Bebauung aufweisen, während die schmalere, bergseitige Hälfte in der Hauptsache mit einer durch nur zwei Quergassen unterbrochenen Reihe großer Parzellen besetzt ist, die sich jeweils von der Hauptstraße bis zur Stadtmauer erstrecken. Diese ungleichgewichtige Aufteilung ist für die Mainorte typisch: bergseits größere Weinbauernhöfe, flussseits kleine Fischer-, Schiffer- und Handwerkeranwesen. Während die Bebauung der Nebengassen weitgehend erneuert erscheint, besitzt die Hauptstraße noch eine Reihe giebel- und traufseitig gestellter alter Bauten. Es sind besonders größere Höfe und Gasthäuser des 18. Jahrhunderts, die dem Straßenzug das Gepräge geben. Der breite Marktplatz schließlich wird durch die geschlossene Gruppe von Monumentalbauten beherrscht, die inselartig den Schwerpunkt des Ortes bilden: die spätgotische Pfarrkirche innerhalb der ehemaligen Kirchenburg und das anschließende stattliche Barockrathaus des frühen 18. Jahrhunderts. Umgrenzung: Platz vor dem Oberen Tor – Gebrüder-Hoffmann-Ring – Platz vor dem Maintor – Weg an der Außenseite der Stadtmauer zum Unteren Tor – Würzburger Straße 1,2, 4 – Verlauf der Stadtmauer von Kereturm zum Oberen Tor. Aktennummer: E-6-79-124-1.

## Stadtbefestigung
Die Stadtbefestigung ist nahezu geschlossen erhalten. Der ovale Stadtmauerring aus Bruchsteinmauerwerk wurde nach der Stadterhebung 1434 bis etwa 1580 errichtet. Von den ursprünglich vier Toren sind drei erhalten, das so genannte Obere bzw. Ochsenfurter Tor im Südosten (siehe auch Hauptstraße 40), das Untere bzw. Würzburger Tor im Norden (siehe auch Hauptstraße 1) und das Maintor im Südwesten (siehe auch Maingasse 31). Insgesamt sind elf Rundtürme und drei Schalentürme erhalten. Aktennummer: D-6-79-124-1.
Beginnend beim Würzburger Tor besteht die Stadtbefestigung im Uhrzeigersinn aus folgenden Objekten.
| Lage                     | Objekt                                      | Beschreibung | Akten-Nr.             | Bild           |
| ------------------------ | ------------------------------------------- | --- | --------------------- | -------------- |
| Hauptstraße 1 (Standort) | sogenanntes Unteres Tor bzw. Würzburger Tor | Stadttor, eines von drei erhaltenen Toren, zweigeschossiger Massivbau mit Tordurchfahrt, Fachwerkgiebel und Satteldach, mit östlichem Anbau, im Kern um 1434, im 19. Jahrhundert oberstes Stockwerk abgetragen, 1876 | D-6-79-124-7 Wikidata | weitere Bilder |

- Oberer Graben 3 bis 33 (ungerade Nummern)(Lage): Verlauf zwischen Würzburger und Ochsenfurter Tor mit insgesamt fünf vollrunden Türmen, unterbrochen zwischen Nr. 21 und dem Dicken Turm Nr. 31
- Oberer Graben 3 (Lage): Stadtturm, so genannter Kere-Turm, Rundturm mit Glockendach, Bruchstein, 1573
- Oberer Graben 5 (Lage): Verbauter Abschnitt der Stadtmauer
- Oberer Graben 7 (Lage): Verbauter Abschnitt der Stadtmauer
- Oberer Graben zwischen 9 und 11 (Lage): Rest eines Rundturms der Stadtbefestigung, 16. Jahrhundert
- Oberer Graben (Lage): Stadtturm, so genannter Keesturm, Rundturm, Bruchstein, bezeichnet 1572
- Oberer Graben (Lage): Stadtturm, so genannter Eulenturm, Rundturm mit Kegeldach, Bruchstein, 16. Jahrhundert
- Oberer Graben 31 (Lage): Stadtturm, so genannter Dicker Turm bzw. Flederolfsturm, massiger Rundturm mit Glockendach, Bruchstein, bezeichnet 1572
- Oberer Graben 33 (Lage): Stadtturm, so genannter Weißer Turm, Rundturm, Bruchstein, 16. Jahrhundert

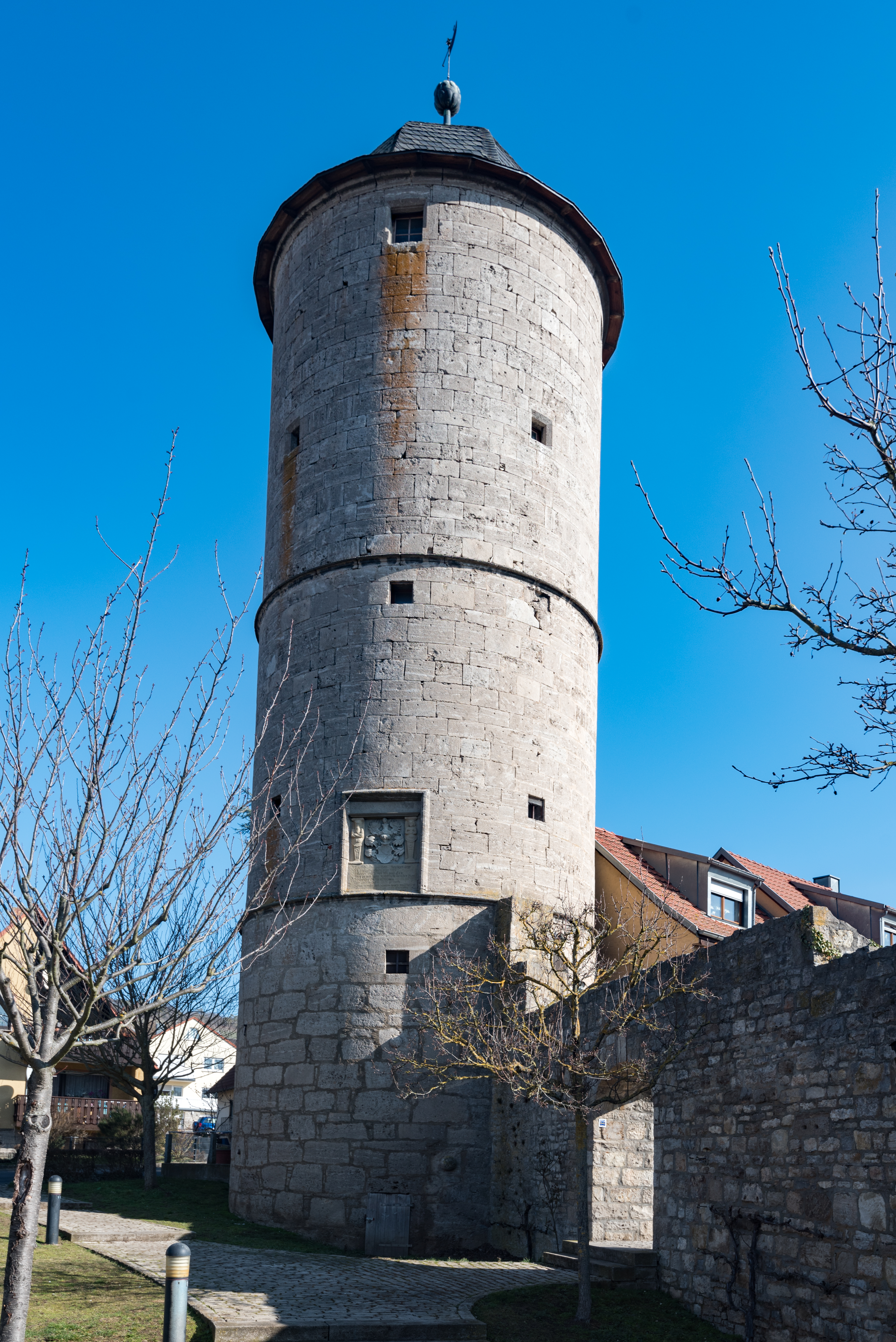
Kereturm, von Nordwesten weitere Bilder
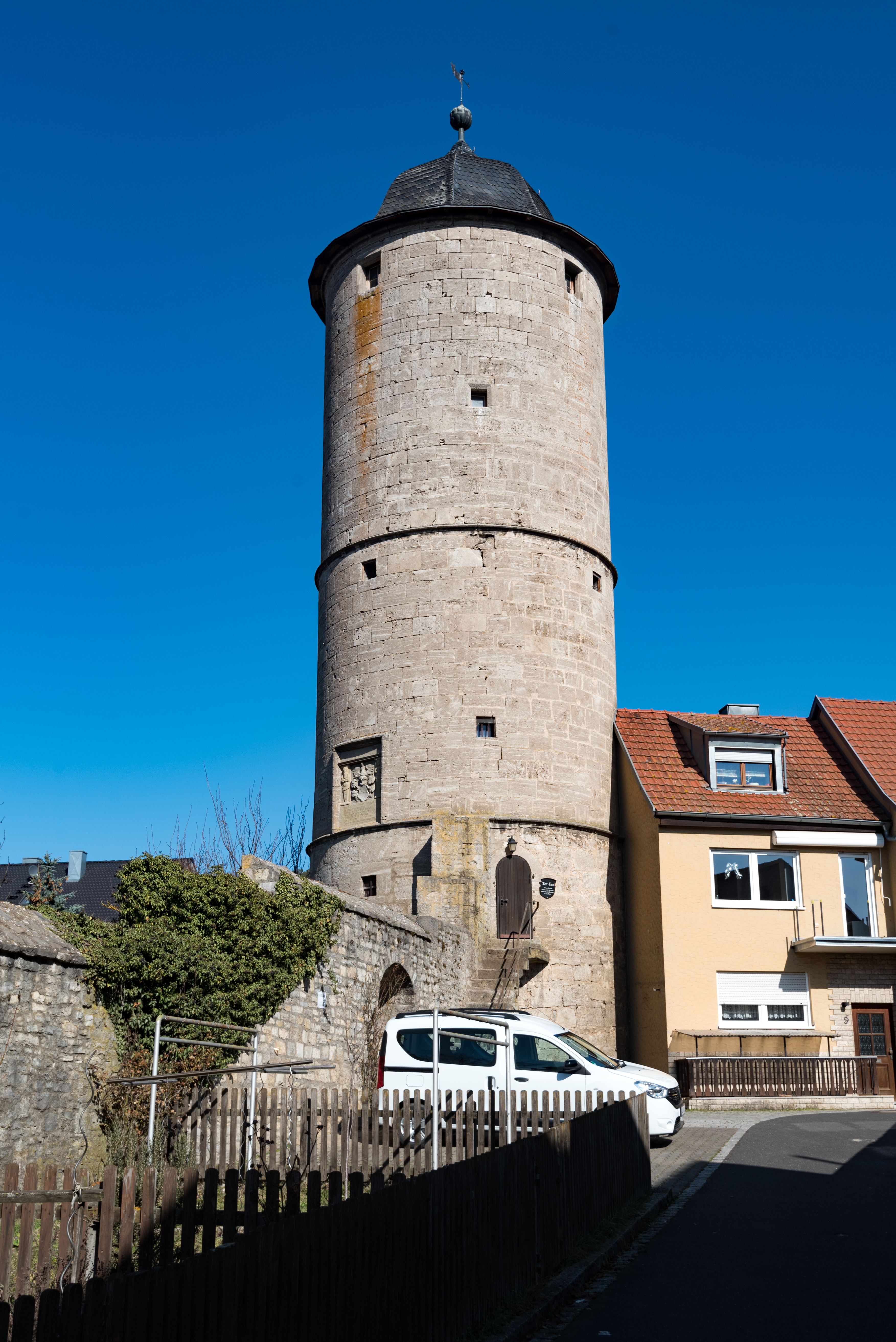
Kereturm, von Süden weitere Bilder
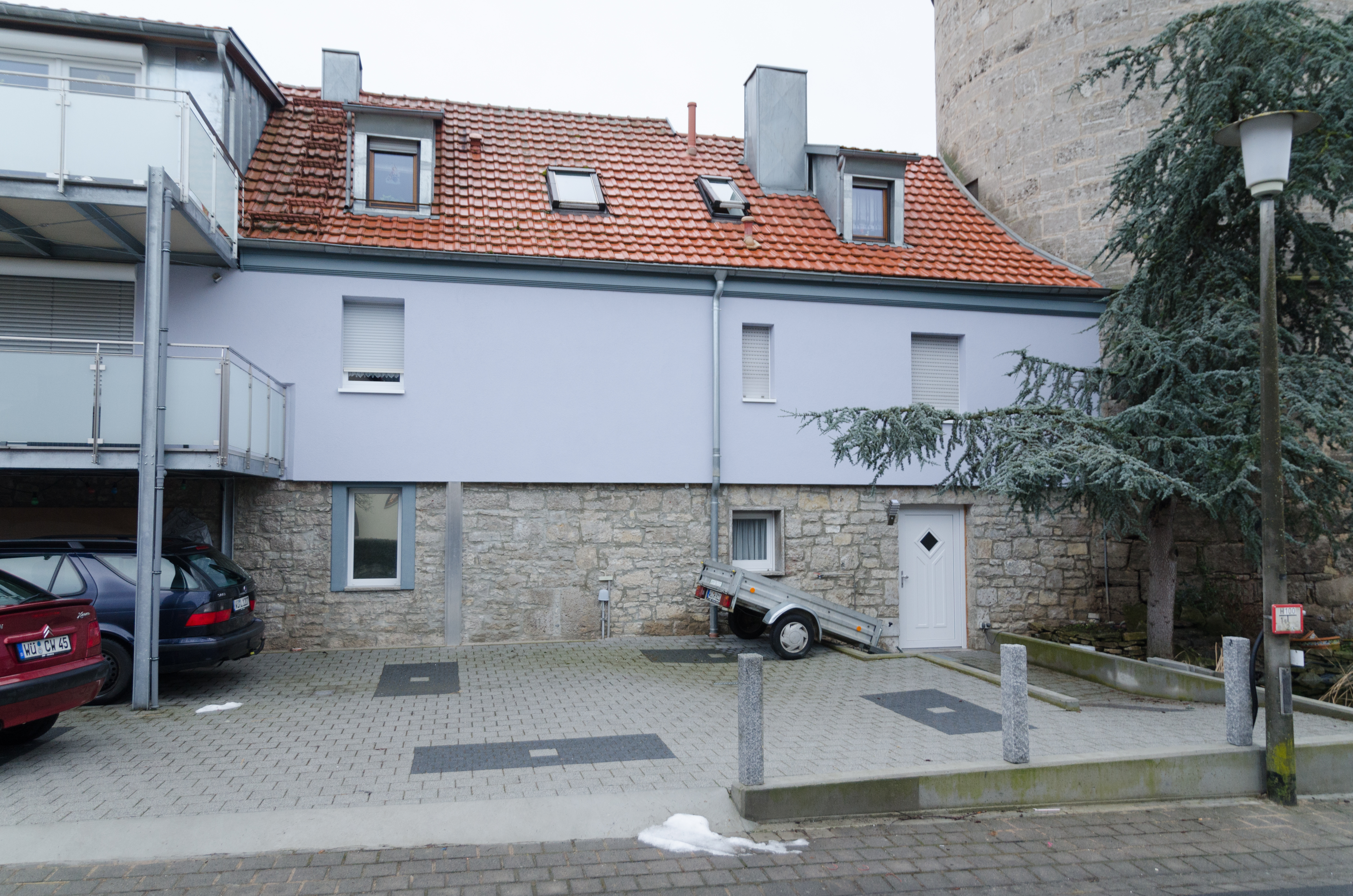
Stadtmauer Oberer Graben 5
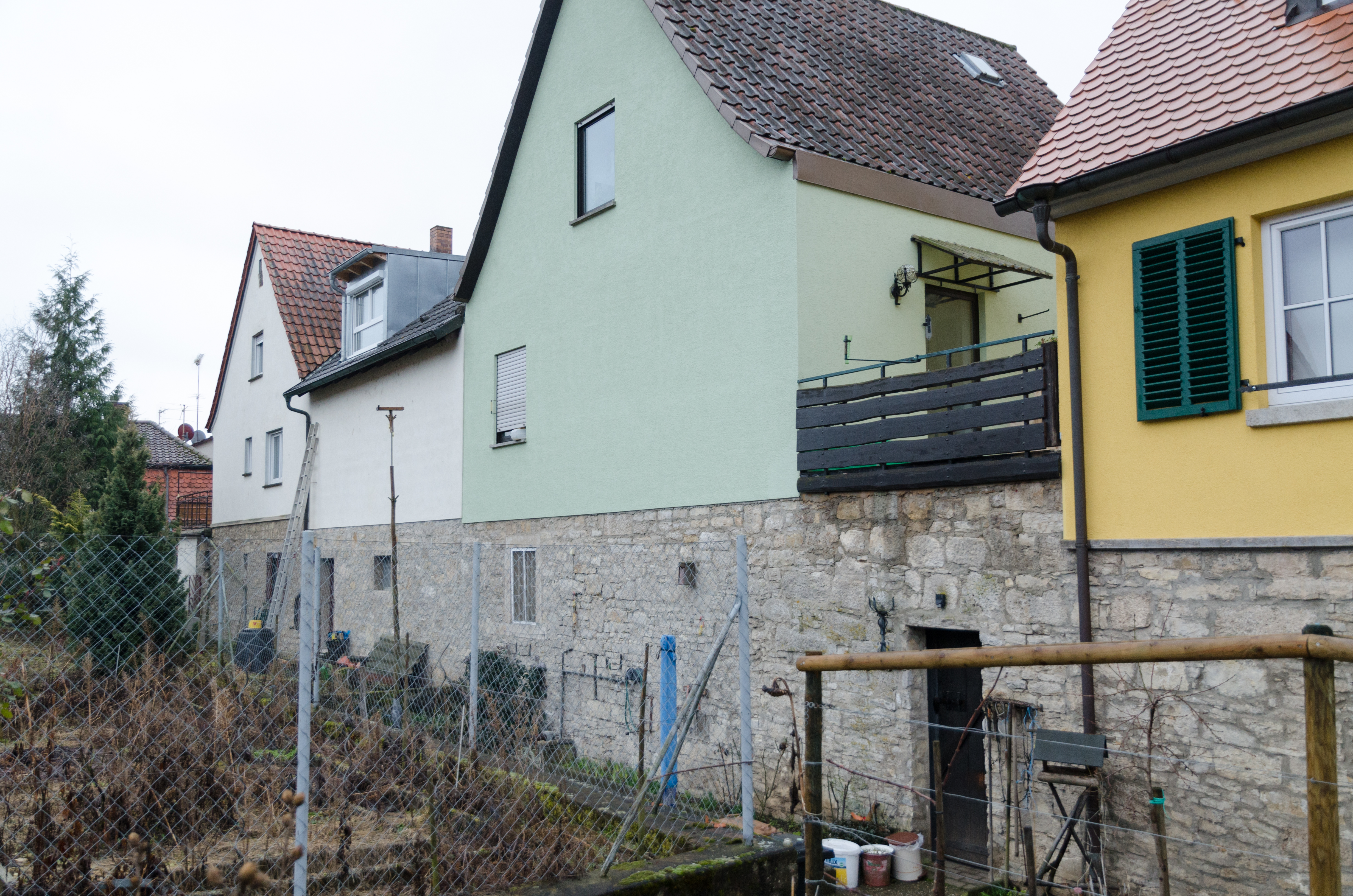
Stadtmauer Oberer Graben 7a, 9
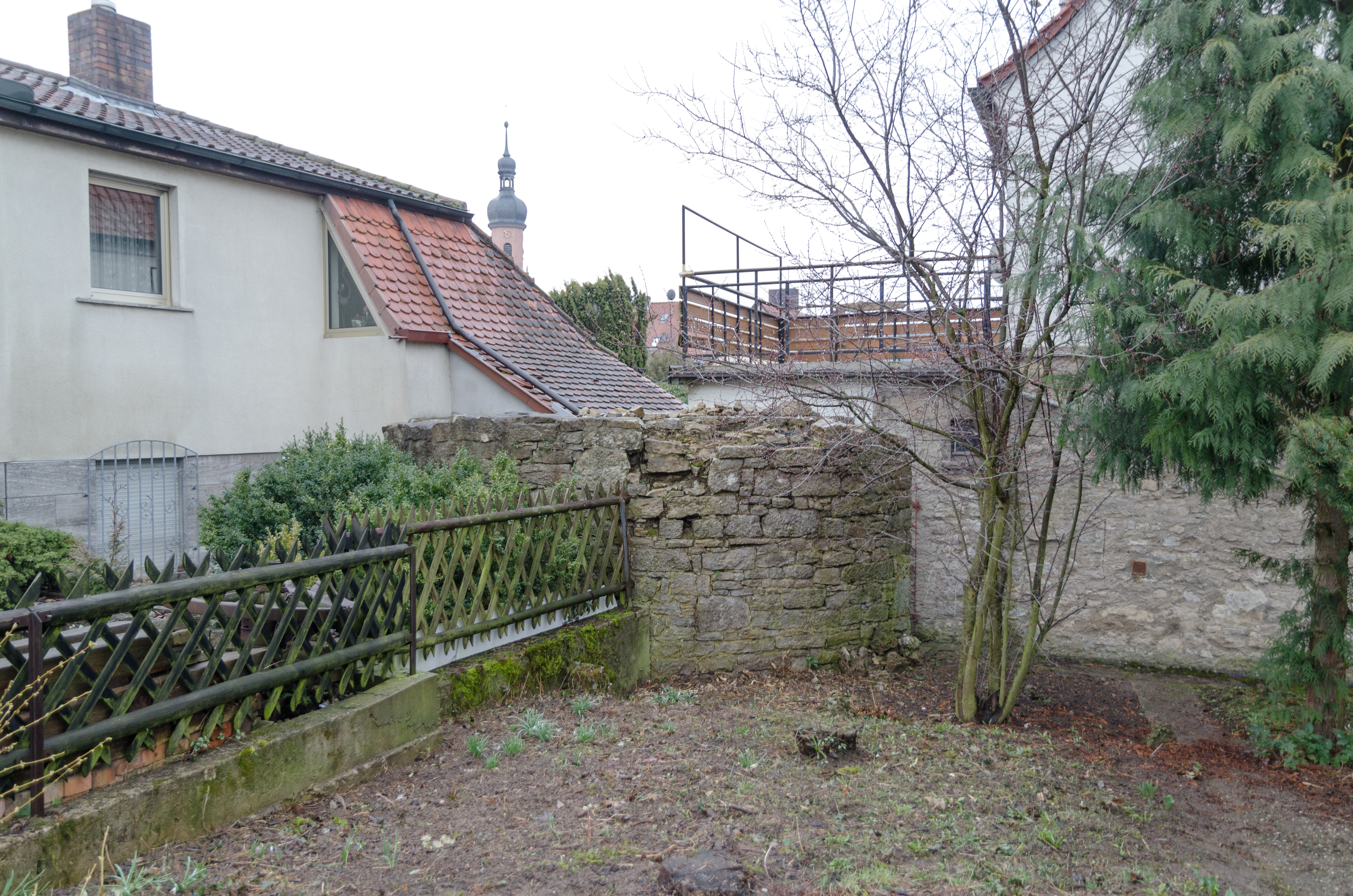
Turmrest Oberer Graben 9
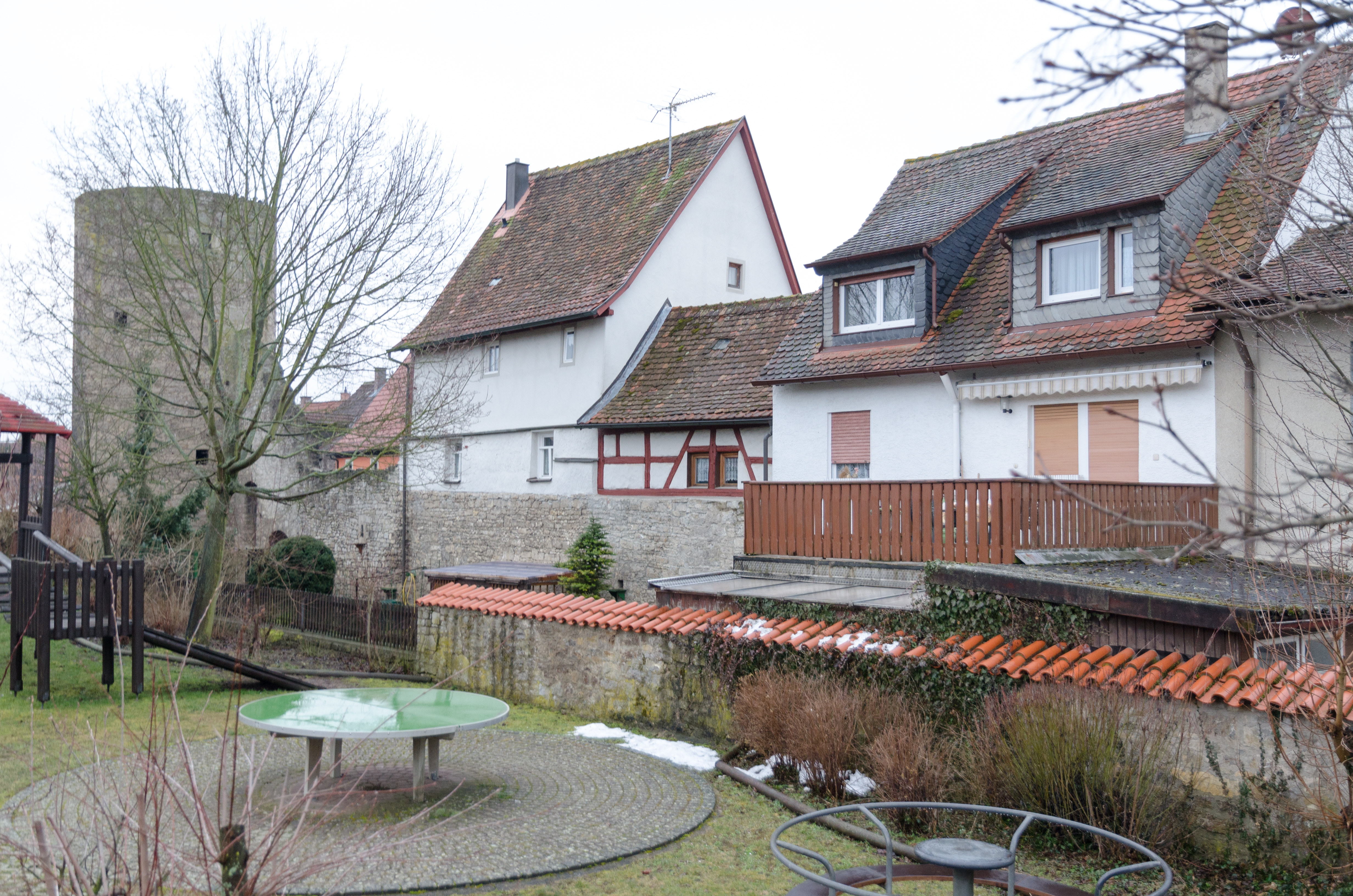
Stadtmauer Oberer Graben 13a, 15
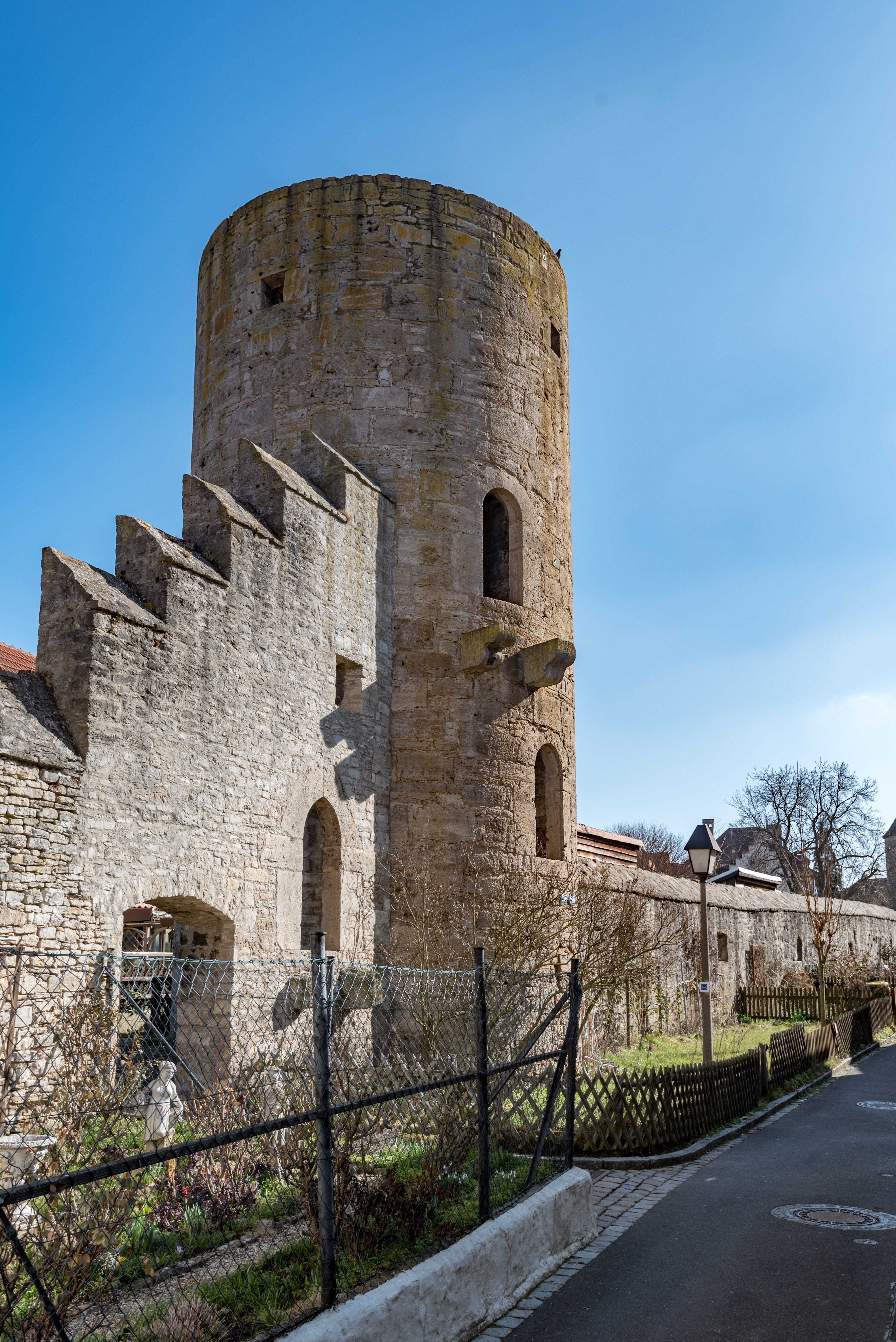
Keesturm, von Nordwesten weitere Bilder
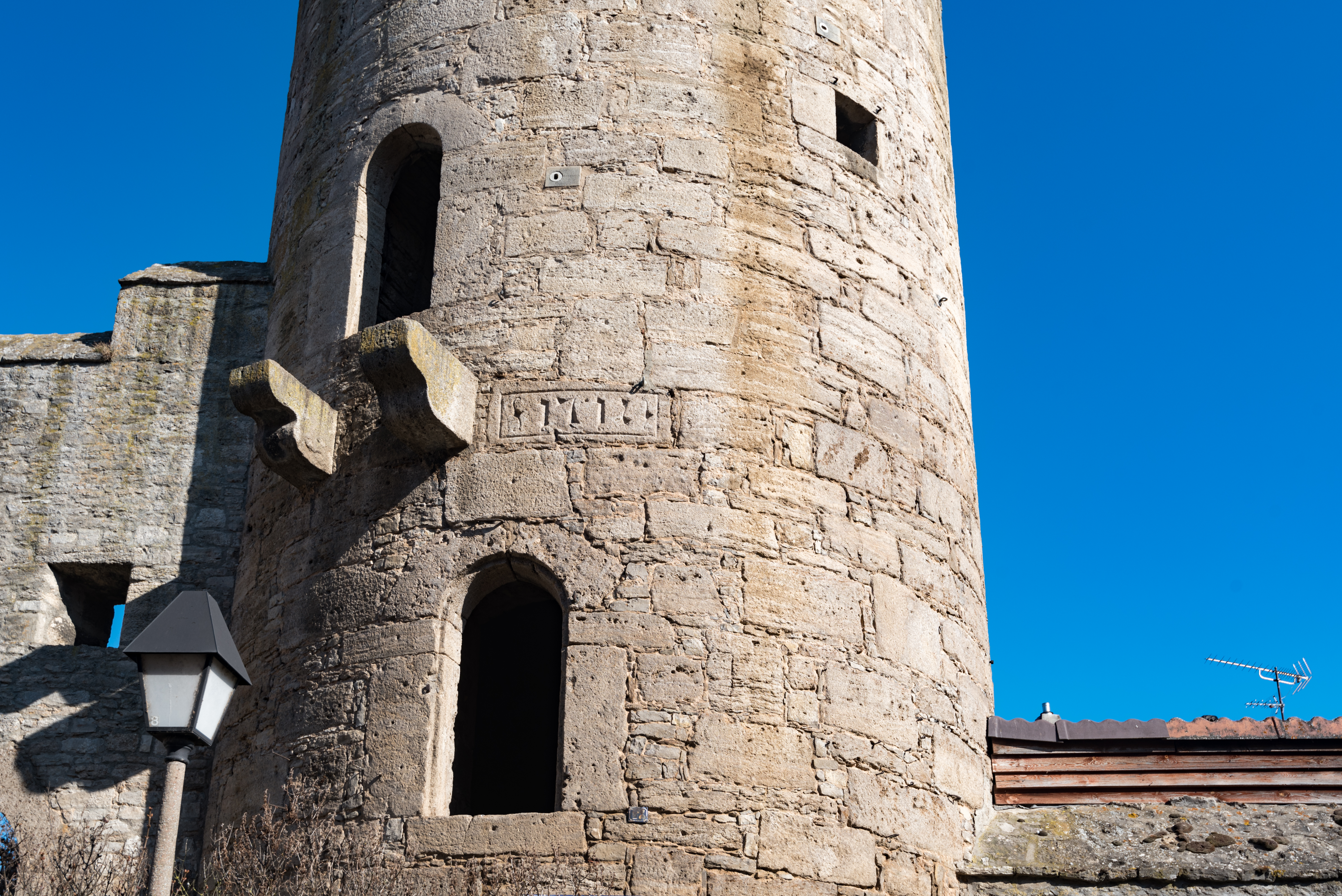
Keesturm, von Süden weitere Bilder
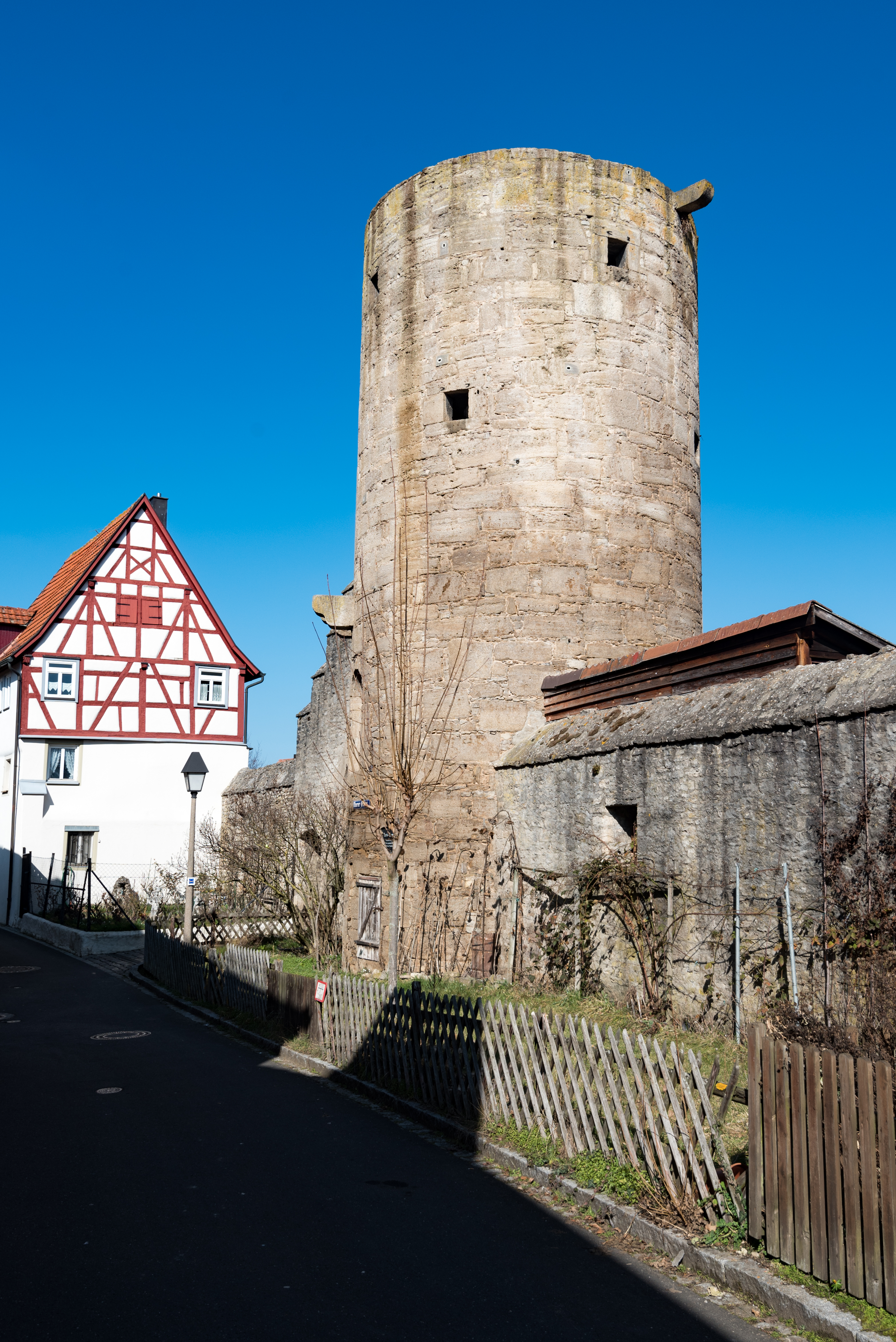
Keesturm, von Südosten weitere Bilder
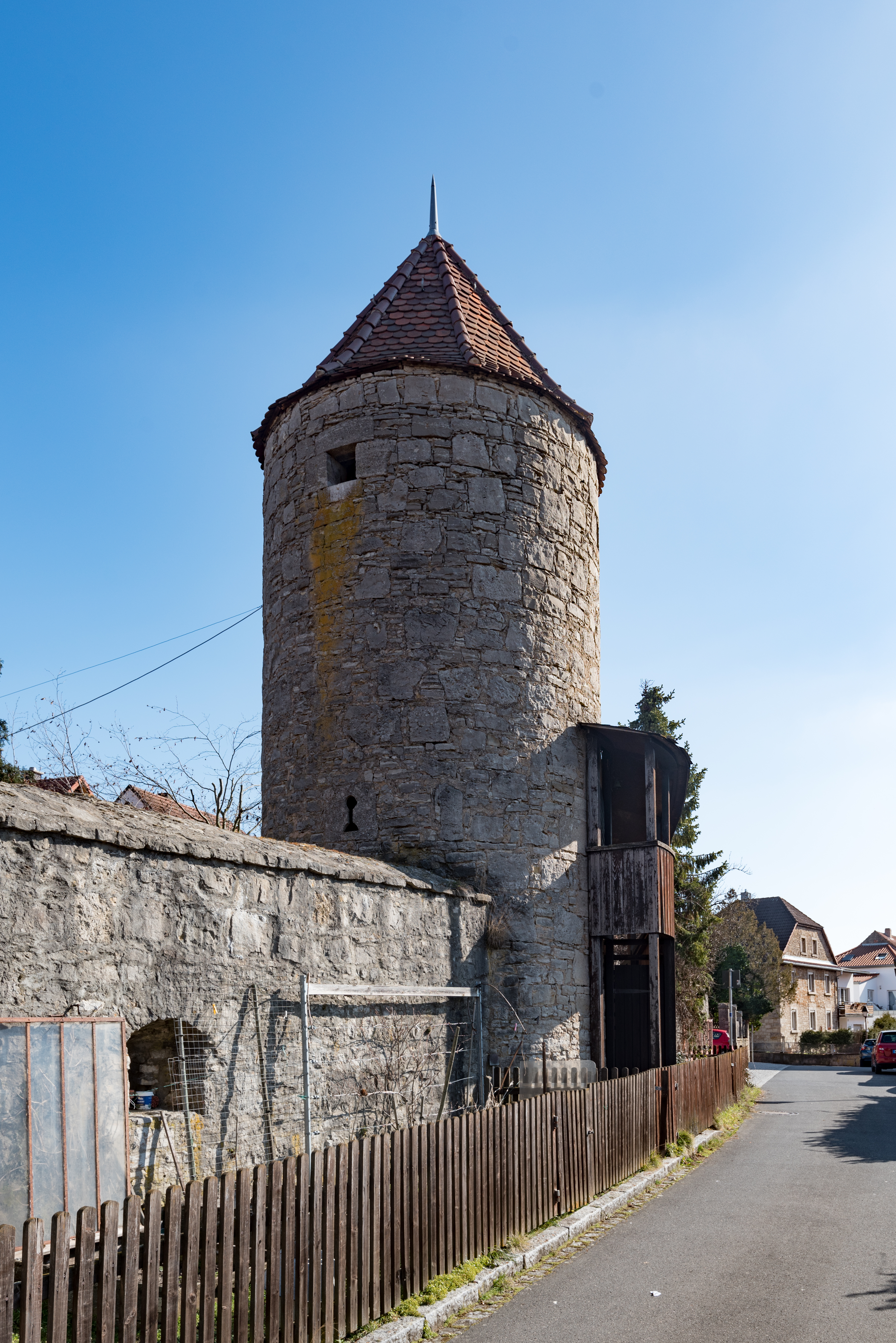
Eulenturm, von Nordwesten weitere Bilder
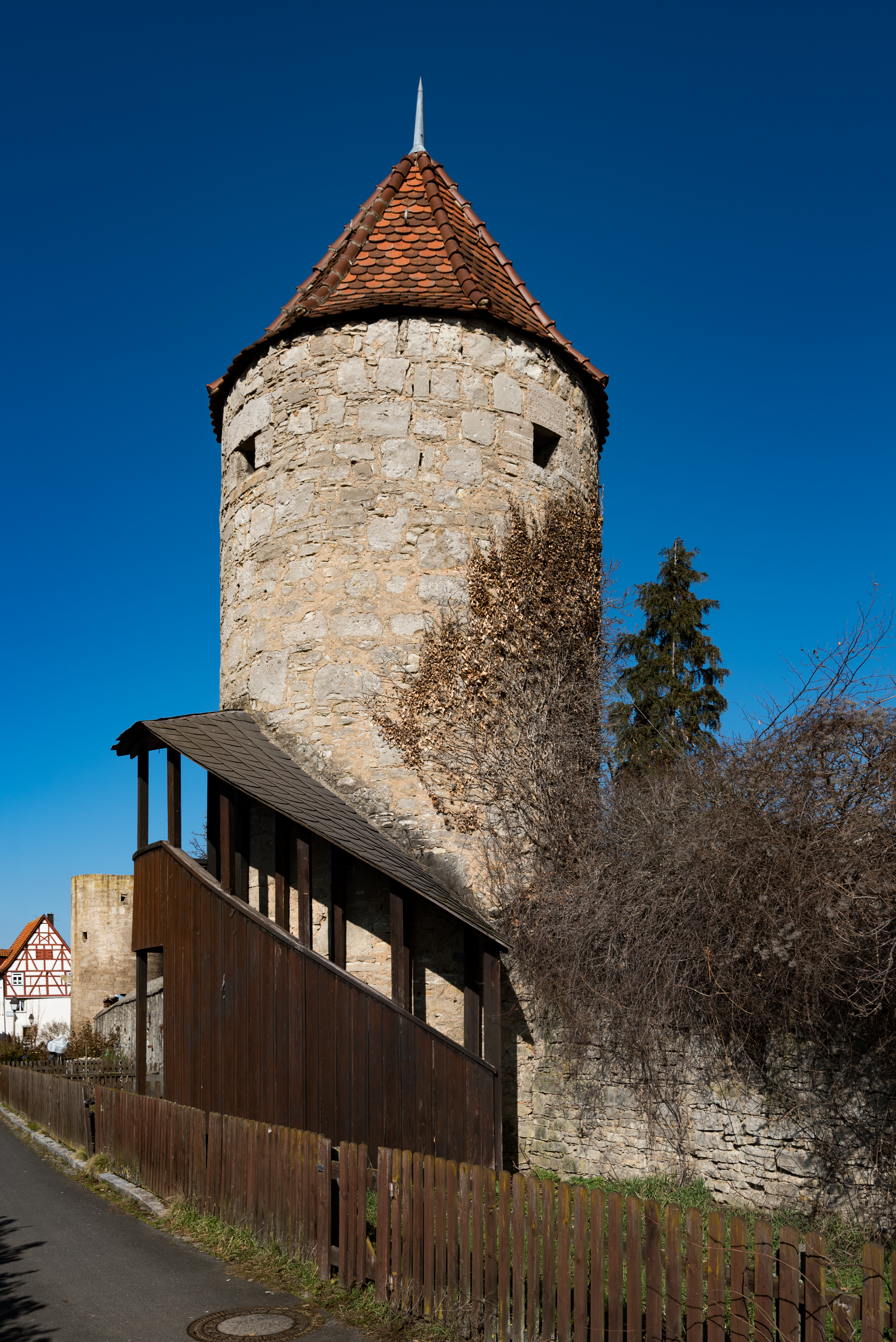
Eulenturm, von Südosten weitere Bilder
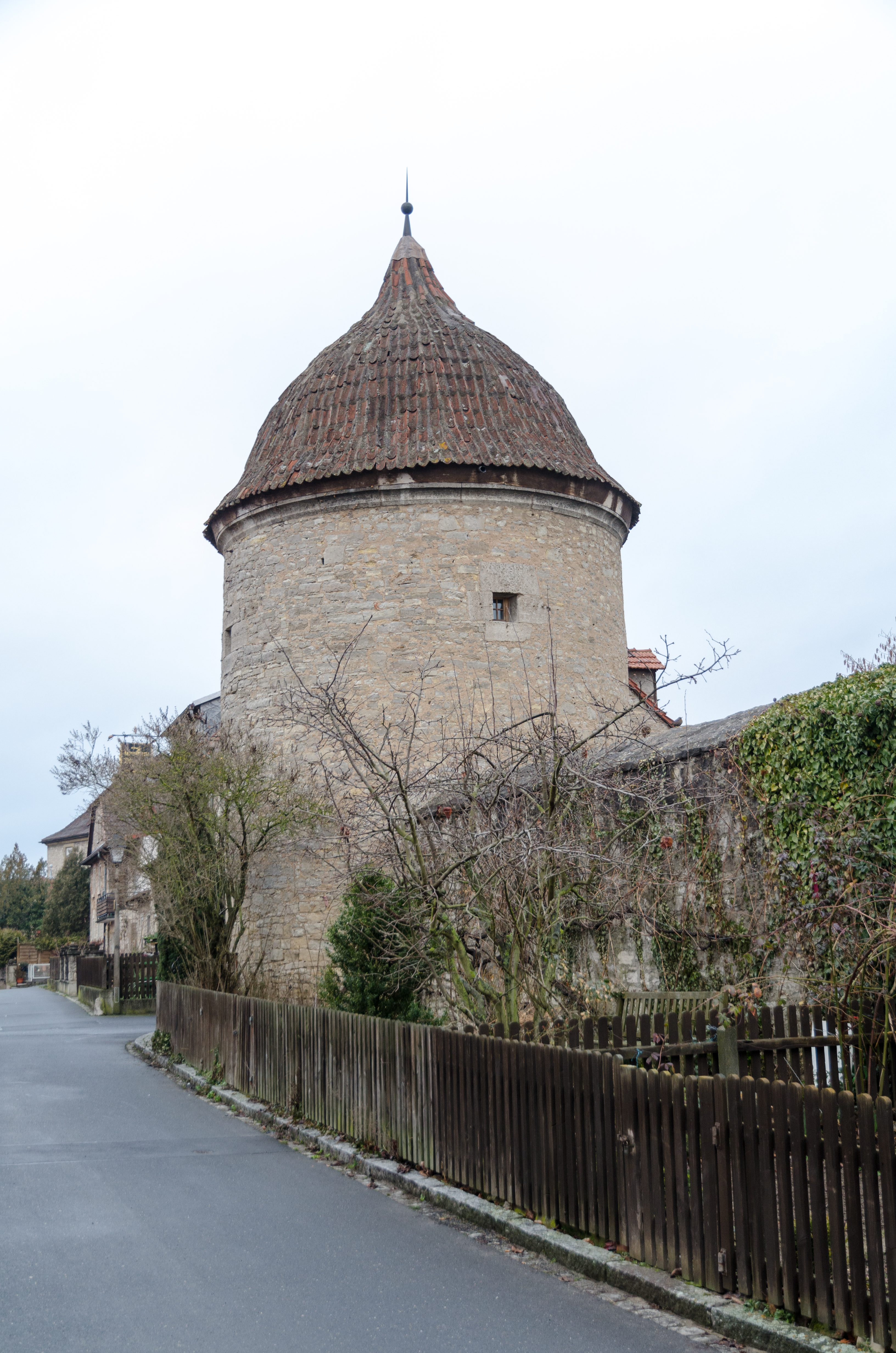
Federolfsturm weitere Bilder
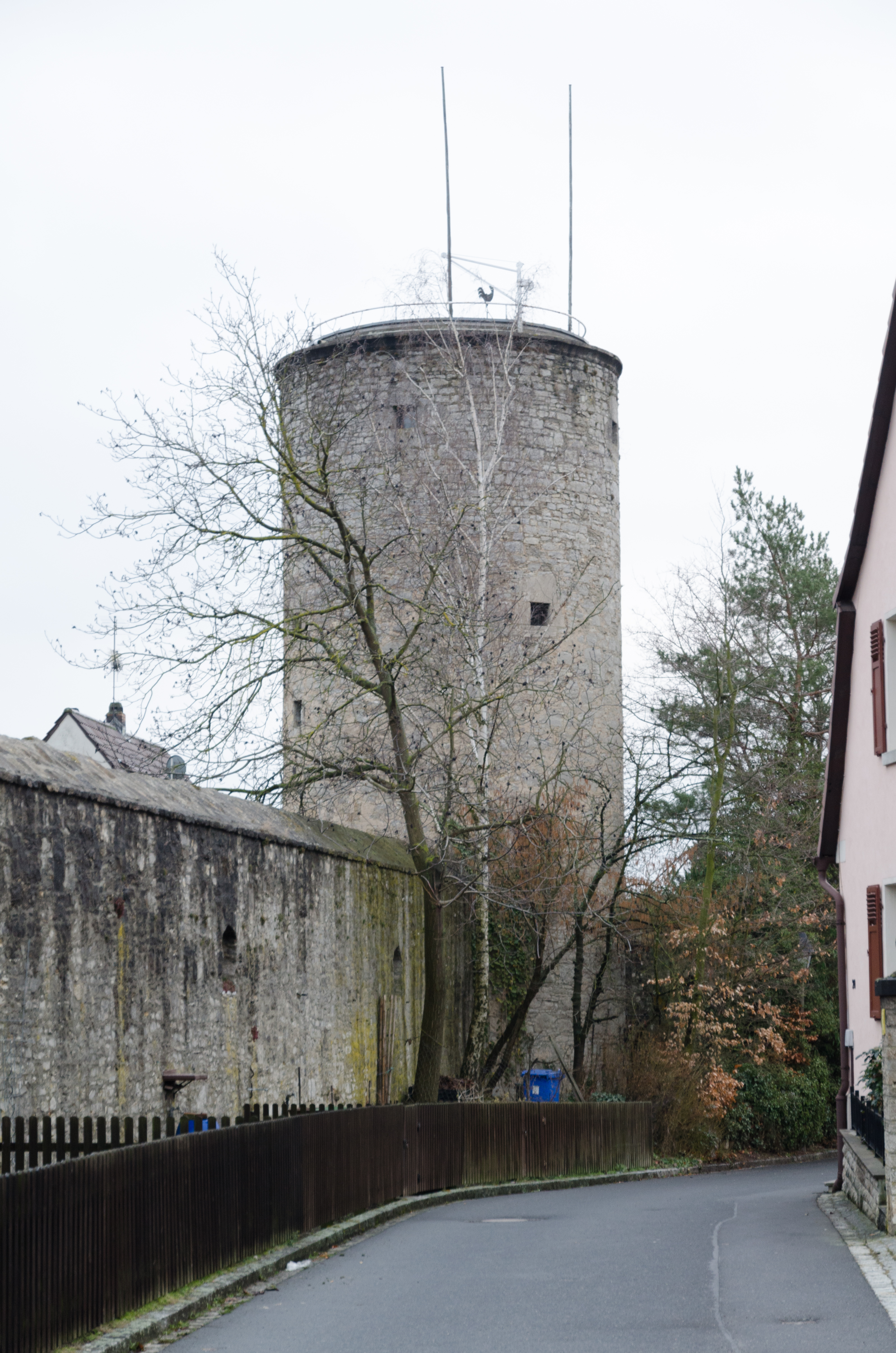
Weißer Turm weitere Bilder

| Lage                      | Objekt                                       | Beschreibung | Akten-Nr.              | Bild           |
| ------------------------- | -------------------------------------------- | --- | ---------------------- | -------------- |
| Hauptstraße 40 (Standort) | Sogenanntes Oberes Tor oder Ochsenfurter Tor | Stadttor, eines von drei erhaltenen Stadttoren, zweigeschossiger Massivbau mit Tordurchfahrt, Fachwerkgiebel, Satteldach und Wappenrelief, erbaut um 1562, Abtrag des obersten Stockwerkes, 1876 | D-6-79-124-29 Wikidata | weitere Bilder |

- Unterer Graben 1, 3 (Lage): Verbauter Abschnitt der Stadtmauer
- Unterer Graben 5 (Lage): Verbauter Abschnitt der Stadtmauer
- Unterer Graben 7 bis 15 (ungerade Nummern) (Lage): Verlauf vom Ochsenfurter zum Würzburger Tor mit fünf vollrunden Türmen, einem verbauten, ehemaligen Rundturm und zwei halbrunden Schalentürmen, unterbrochen jeweils an der Einmündung der Jakob-Köhl-Gasse und der Pfarrer-Manger-Gasse sowie gegenüber Nr. 34
- Unterer Graben 7 (Lage): Stadtturm, Rundturm, Bruchstein, 16. Jahrhundert
- Unterer Graben (Lage): Stadtturm, Rundturm, Bruchstein, 16. Jahrhundert
- Unterer Graben 9 (Lage): Stadtturm, so genannter Seelhaus-Turm, in baulicher Verbindung mit dem Armenhaus

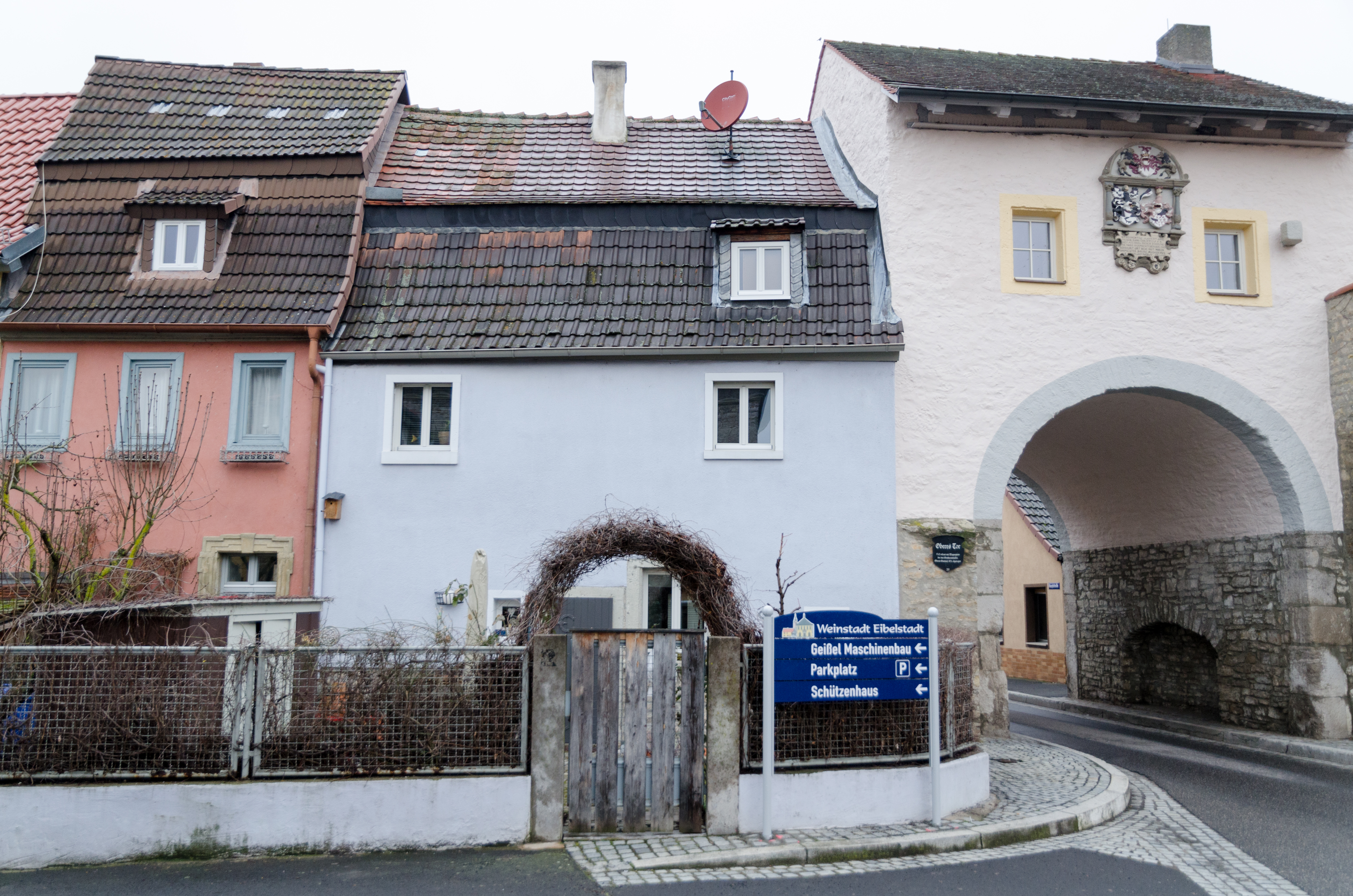
Unterer Graben 1
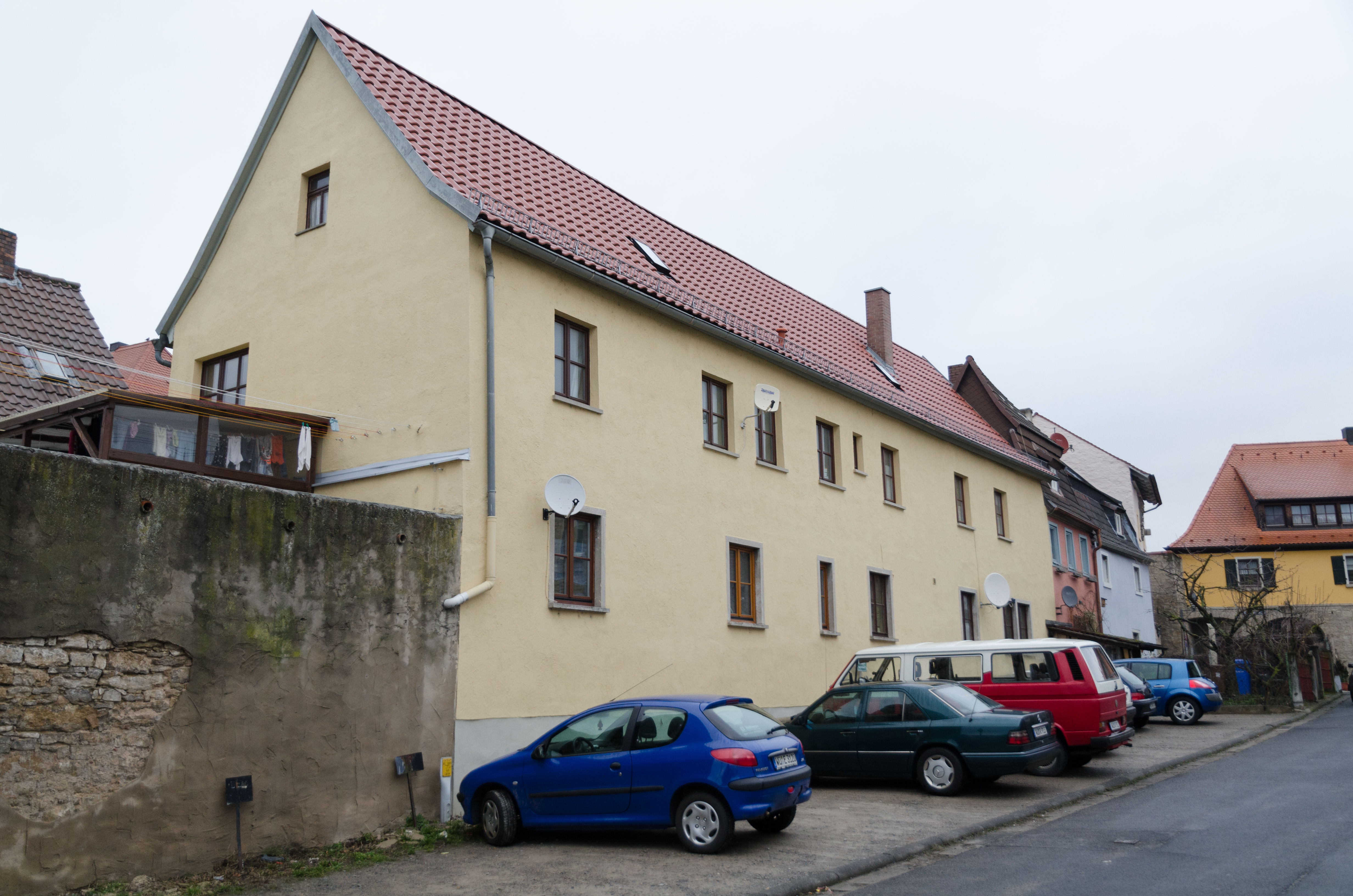
Unterer Graben 5
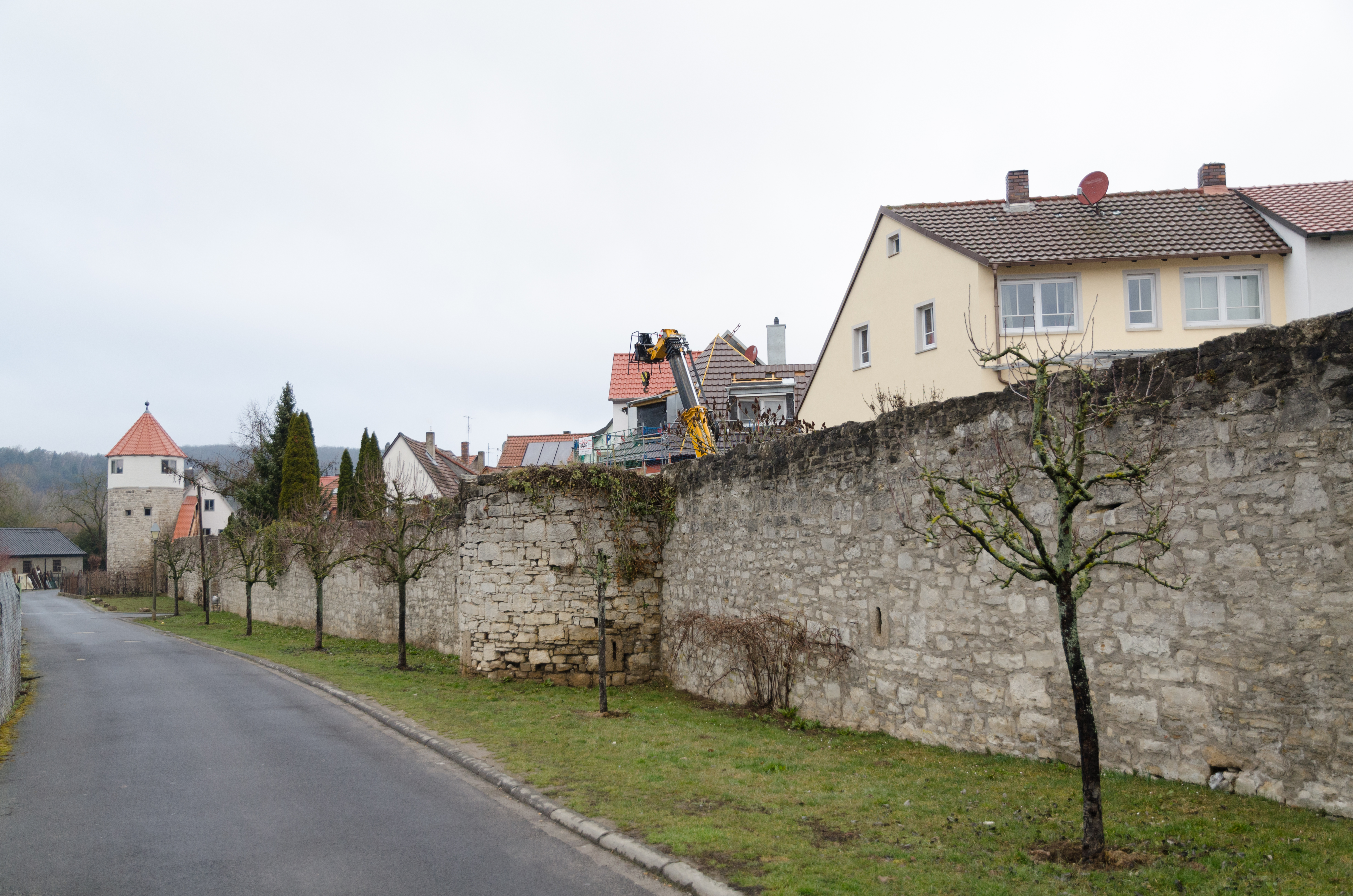
Unterer Graben zwischen 7 und 9
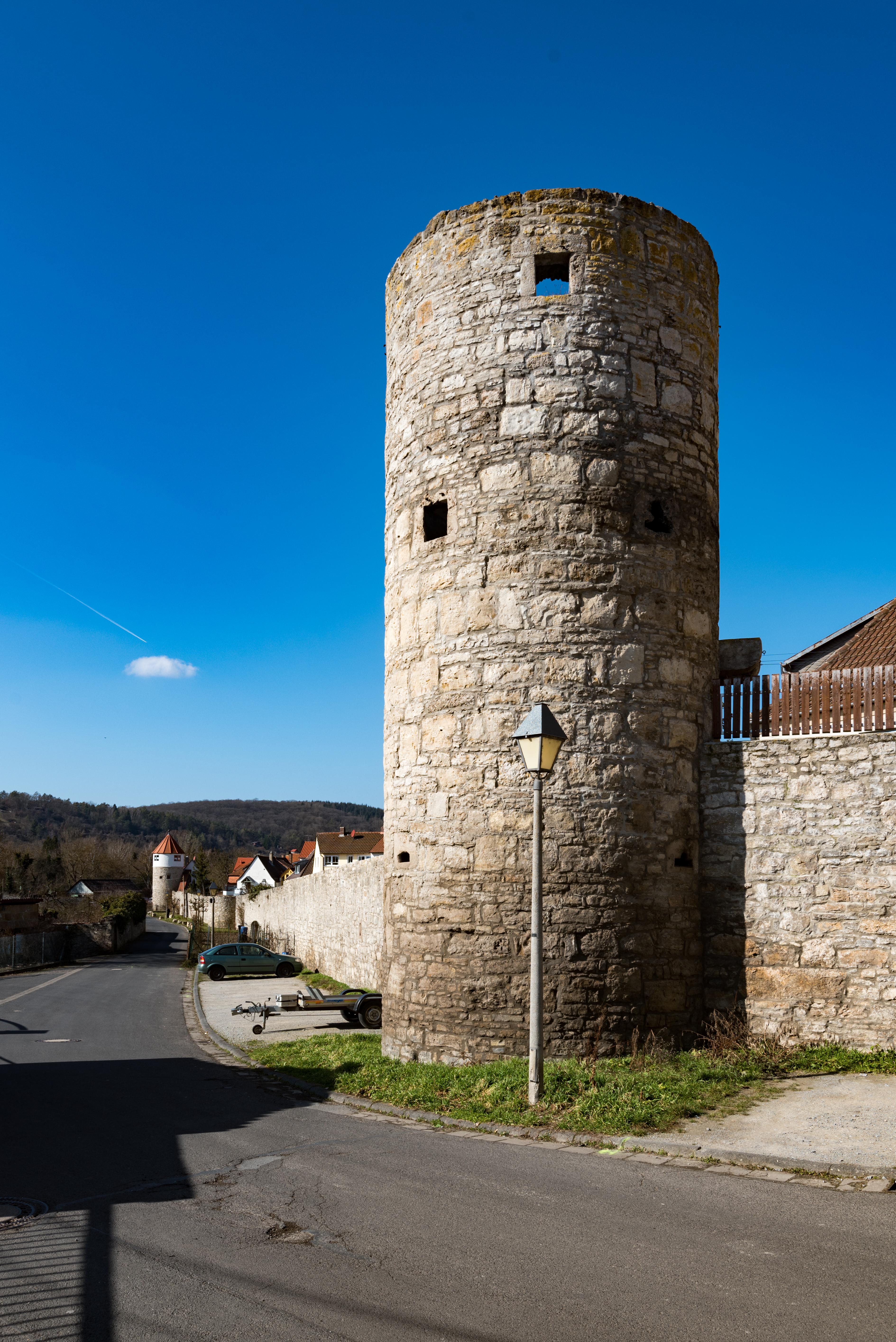
Rundturm Unterer Graben 7, von Osten weitere Bilder
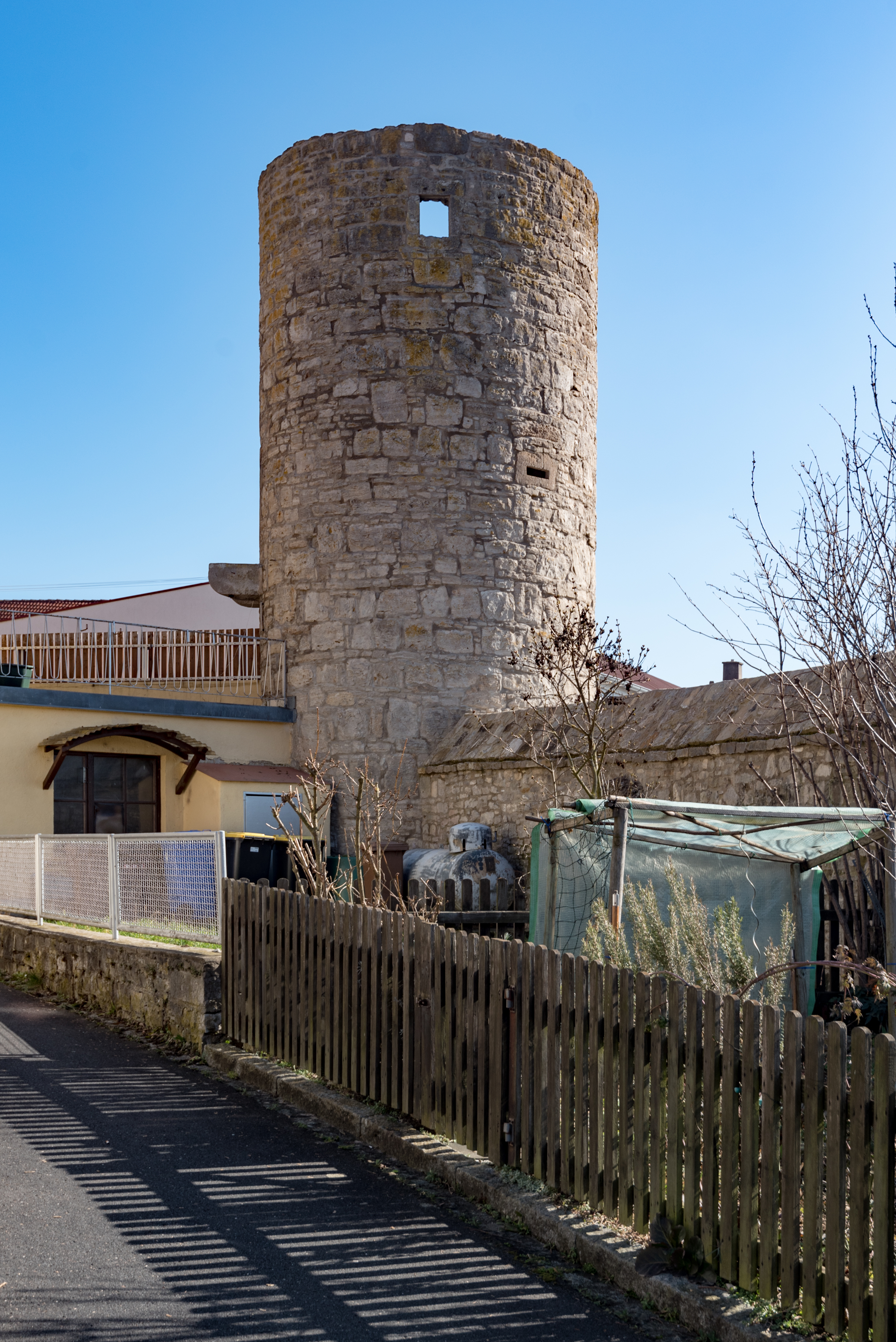
Rundturm Unterer Graben 7, von Westen weitere Bilder
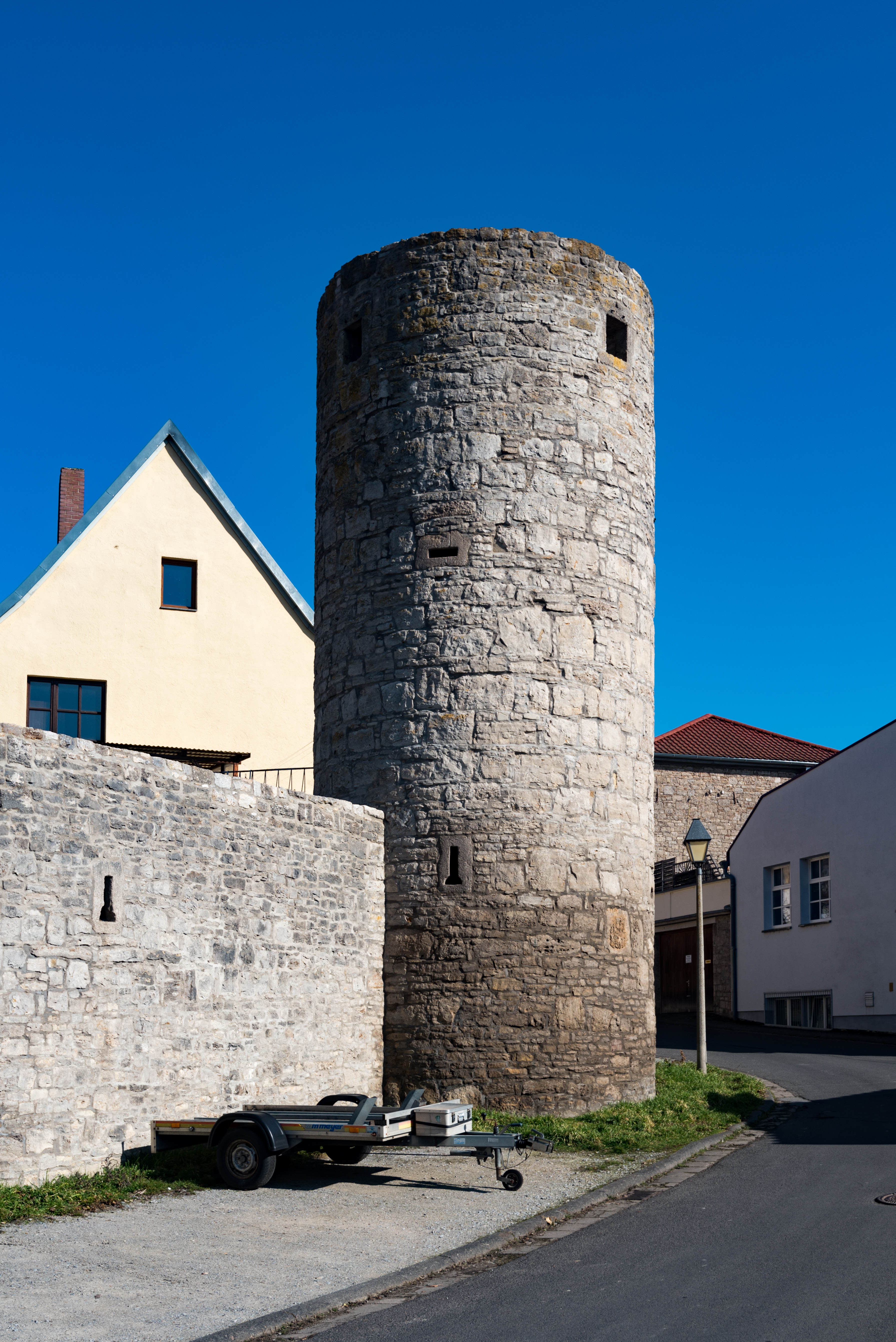
Rundturm Unterer Graben 7, von Südwesten weitere Bilder
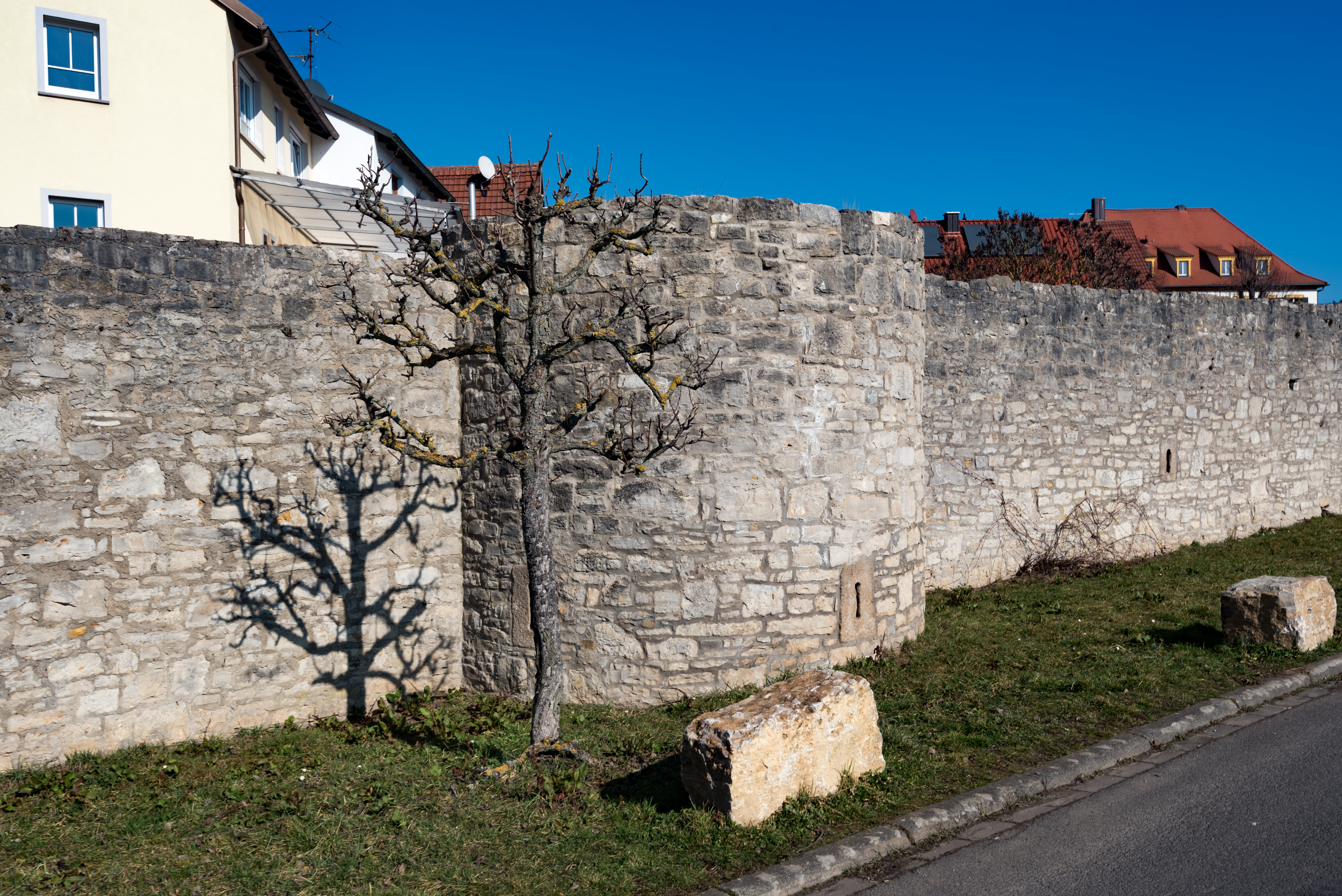
Turmrest zwischen 7 und 9 weitere Bilder
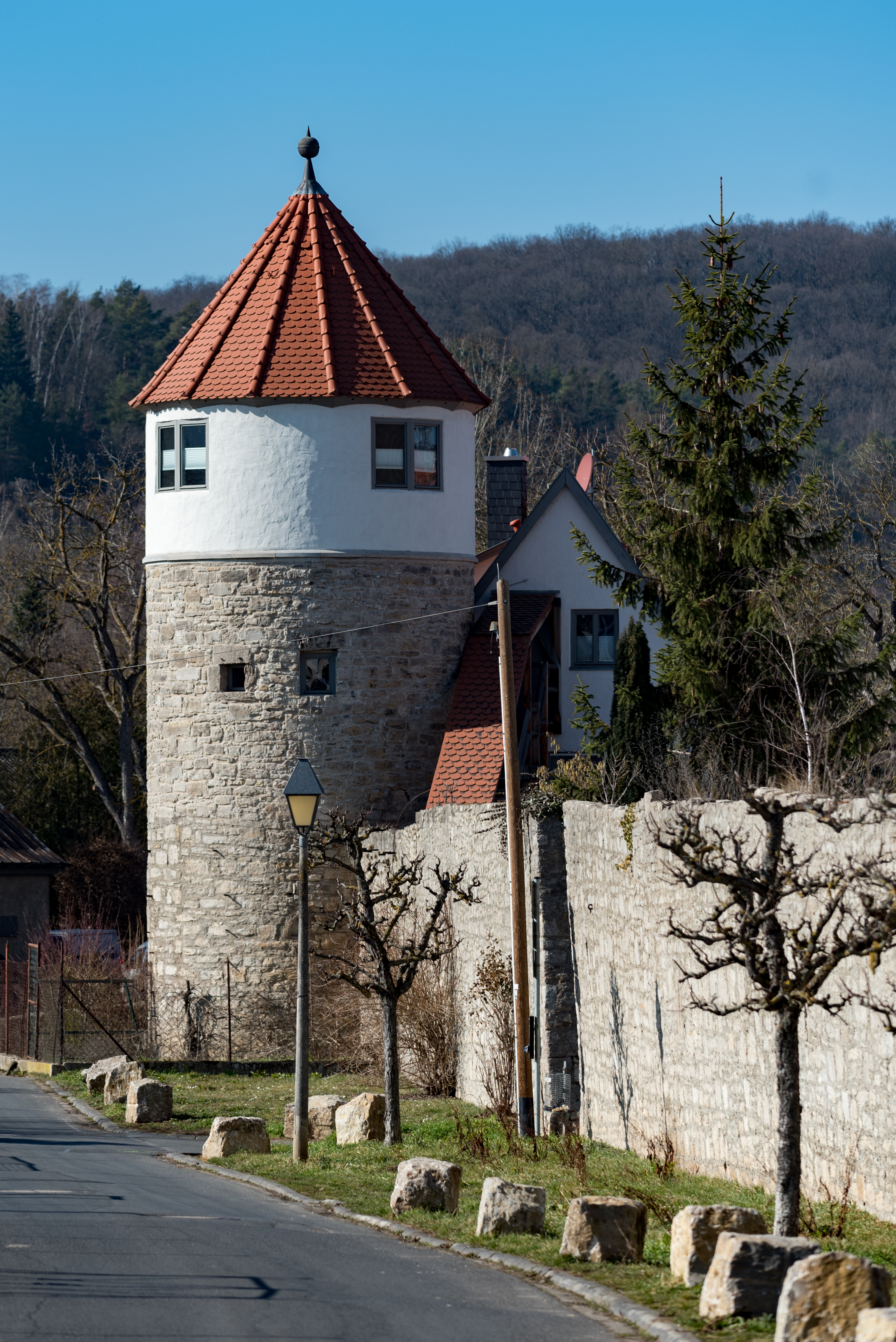
Seelhausturm, von Osten weitere Bilder
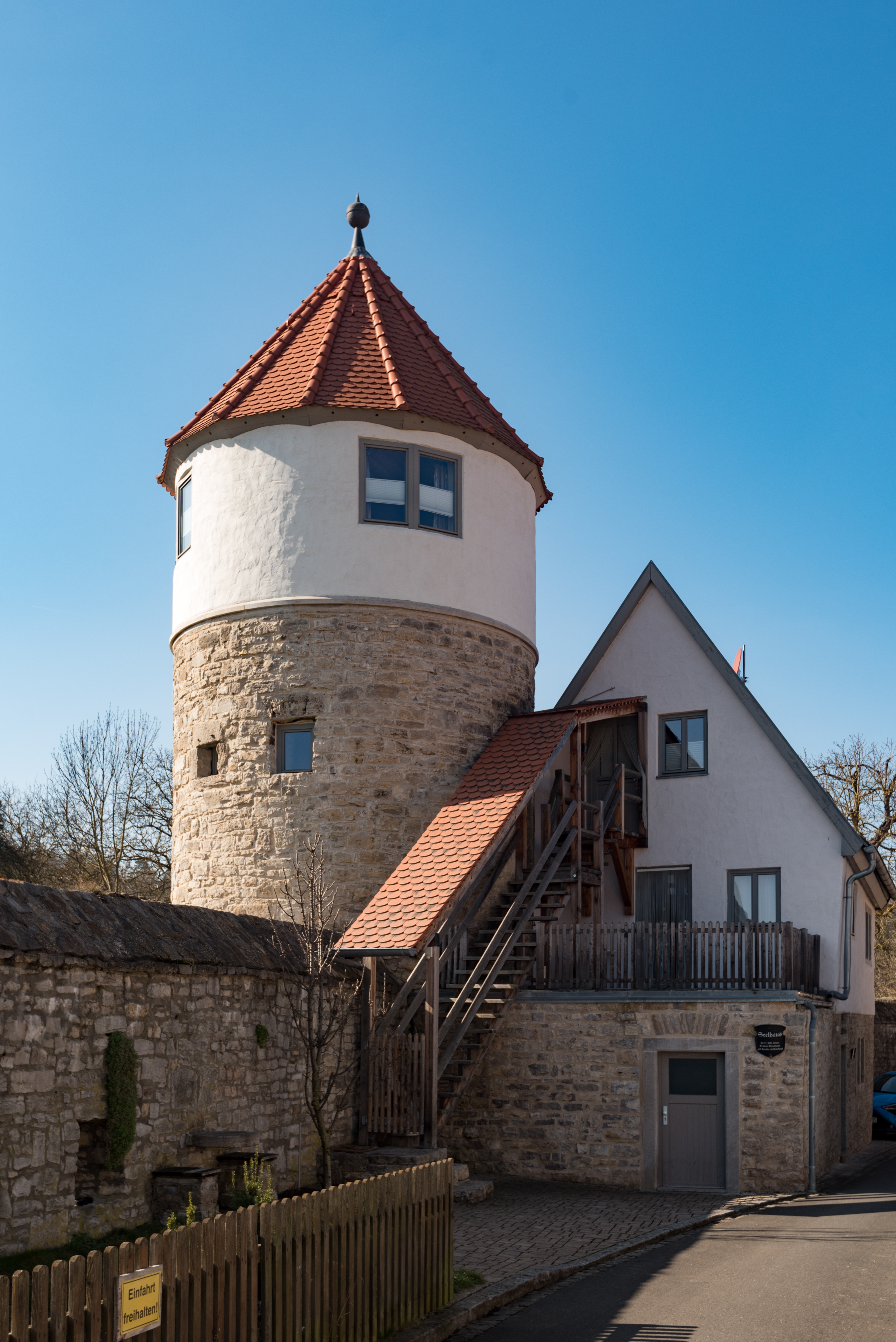
Seelhausturm, von Osten weitere Bilder
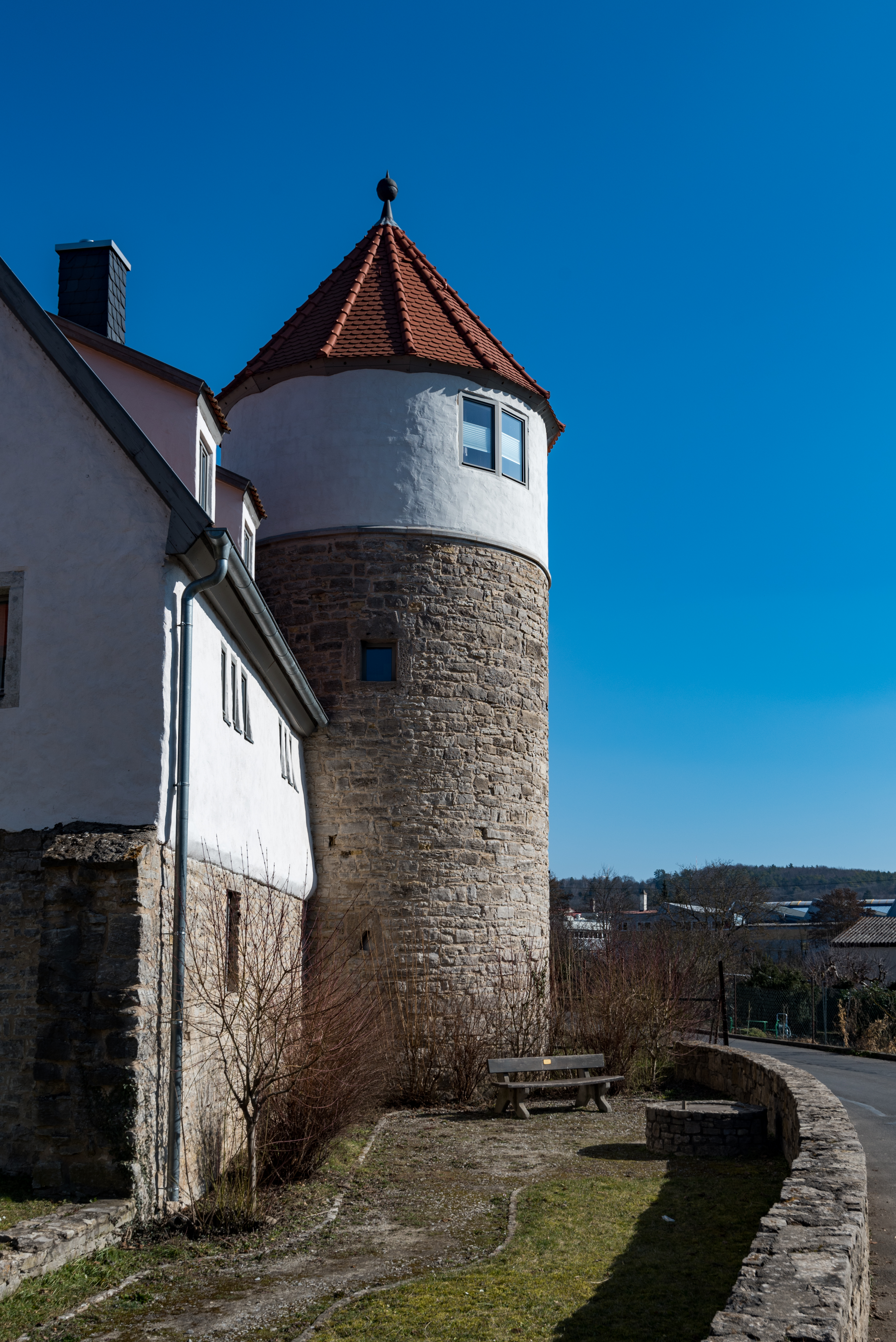
Seelhausturm, von Westen weitere Bilder

| Lage                    | Objekt  | Beschreibung | Akten-Nr.              | Bild           |
| ----------------------- | ------- | --- | ---------------------- | -------------- |
| Maingasse 31 (Standort) | Maintor | Stadttor, eines von drei erhaltenen Stadttoren, mit großer Tordurchfahrt und separater Pforte, sowie angelehntem ehemals Wachhäuschen, kleiner Massivbau mit Walmdach, erstes Viertel 16. Jahrhundert | D-6-79-124-47 Wikidata | weitere Bilder |

- Unterer Graben 13 (Lage): Stadtturm, sogenannter Gas-Turm, Rundturm mit Rundbogenfries, Bruchstein, 17. Jahrhundert
- Unterer Graben (Lage): Halbschalenturm
- Unterer Graben (Lage): Halbschalenturm
- Unterer Graben 15 (Lage): Stadtturm, so genannter Henkerknechtsturm, Rundturm, Bruchstein, 16. Jahrhundert
- Unterer Graben (Lage): Stadtturm, Rundturm, Bruchstein, 16. Jahrhundert.

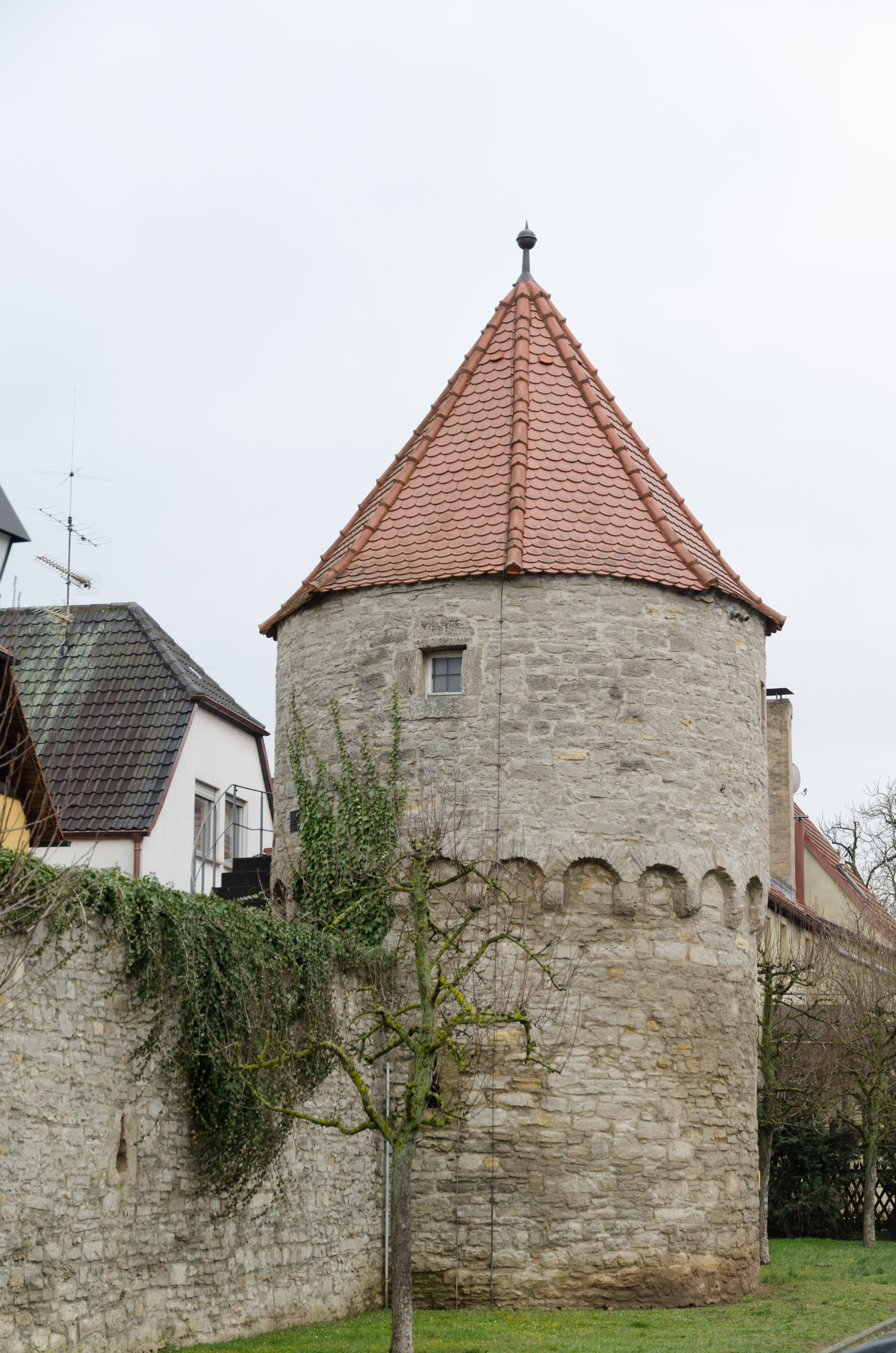
Gasturm weitere Bilder
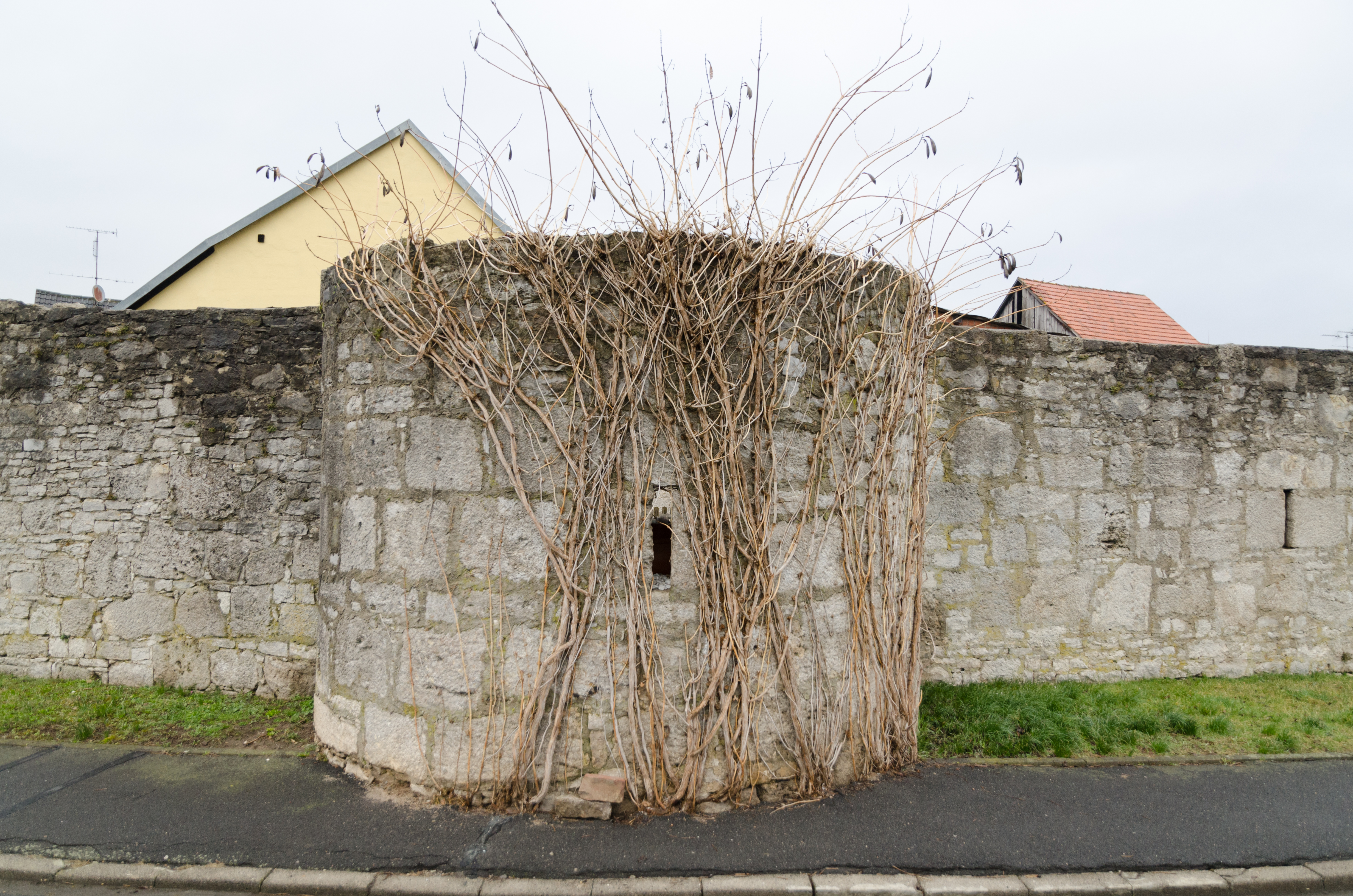
Halbschalenturm bei Unterer Graben 17
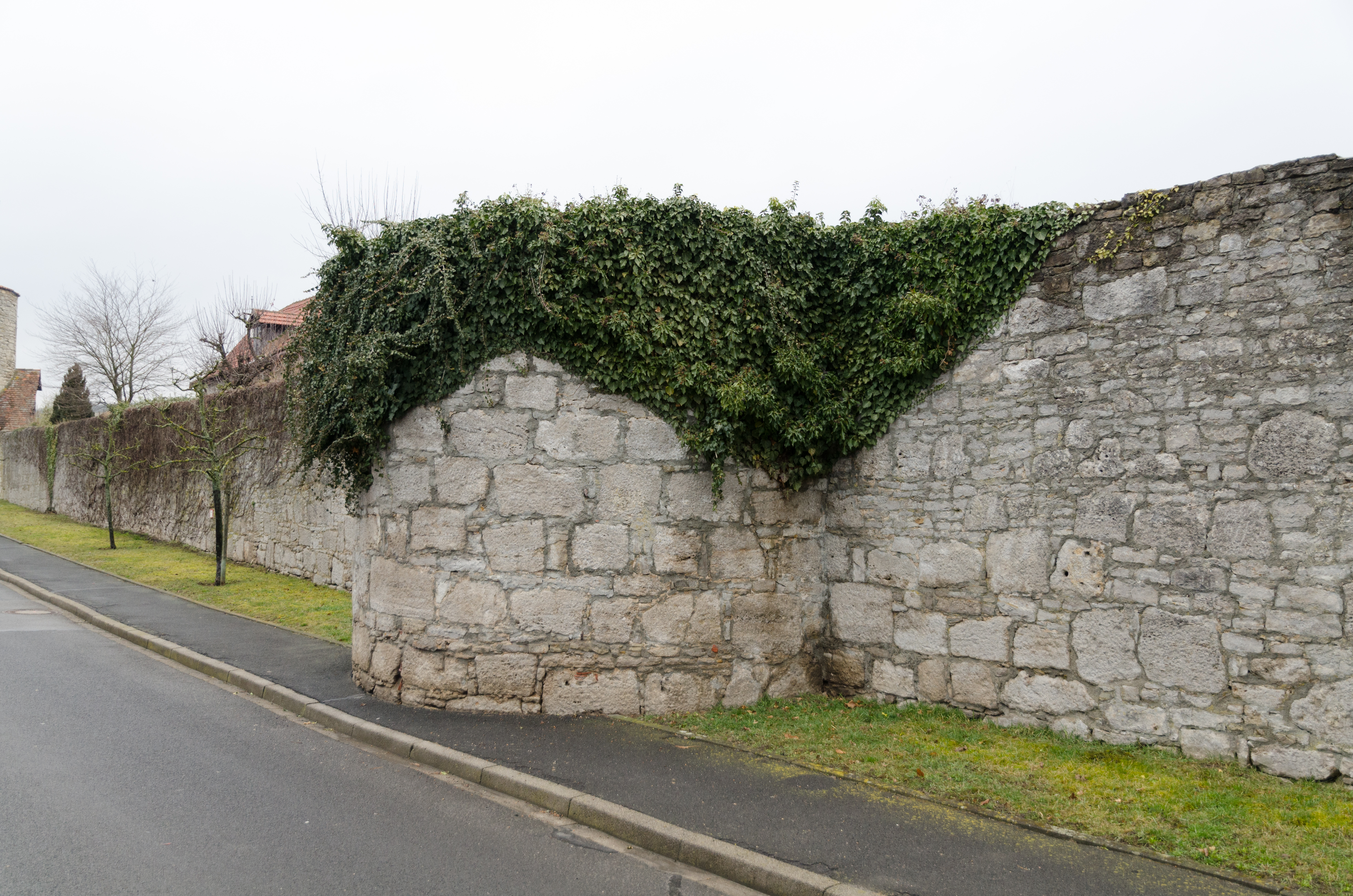
Halbschalenturm Unterer Graben
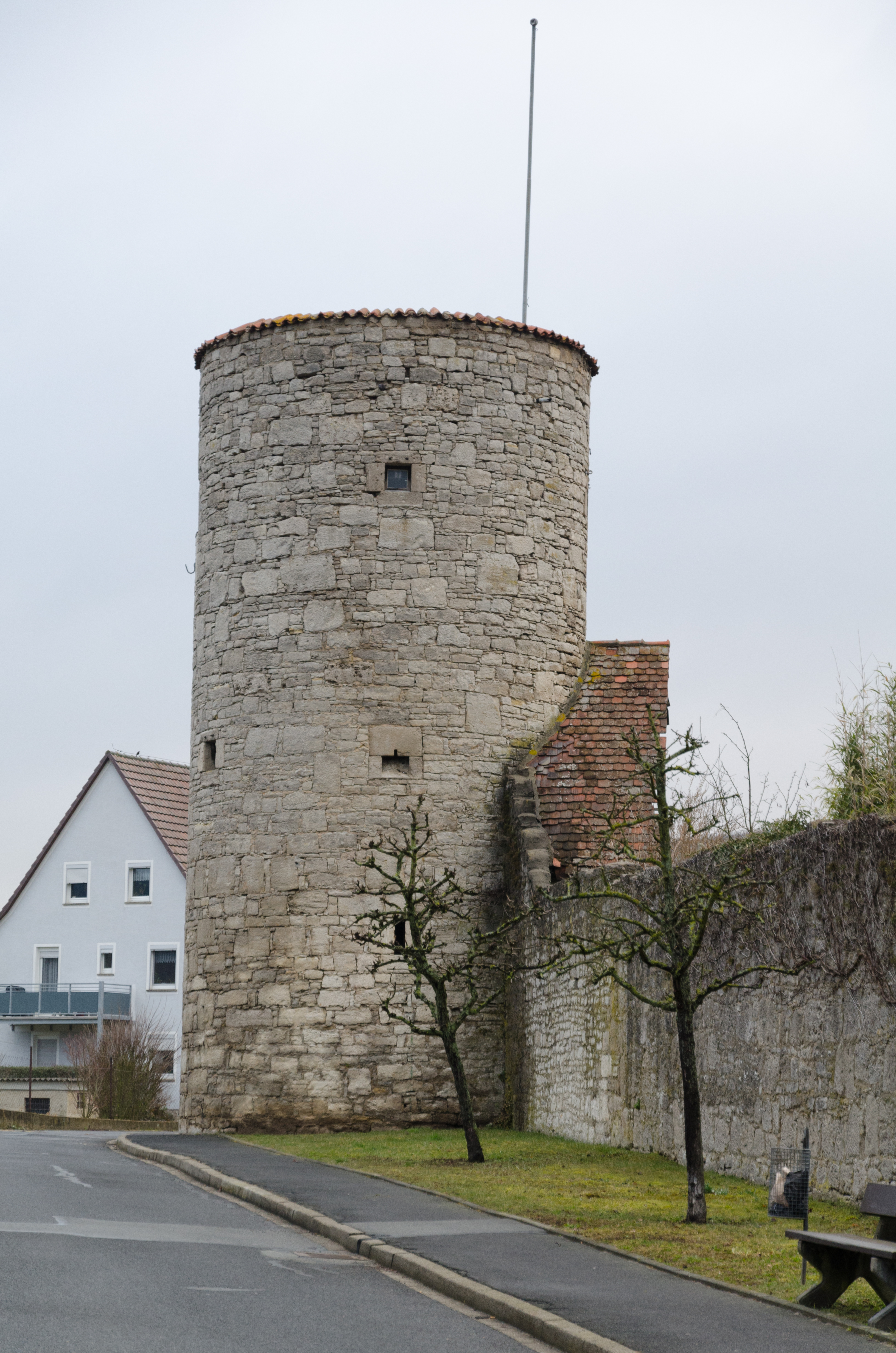
Henkerknechtsturm weitere Bilder
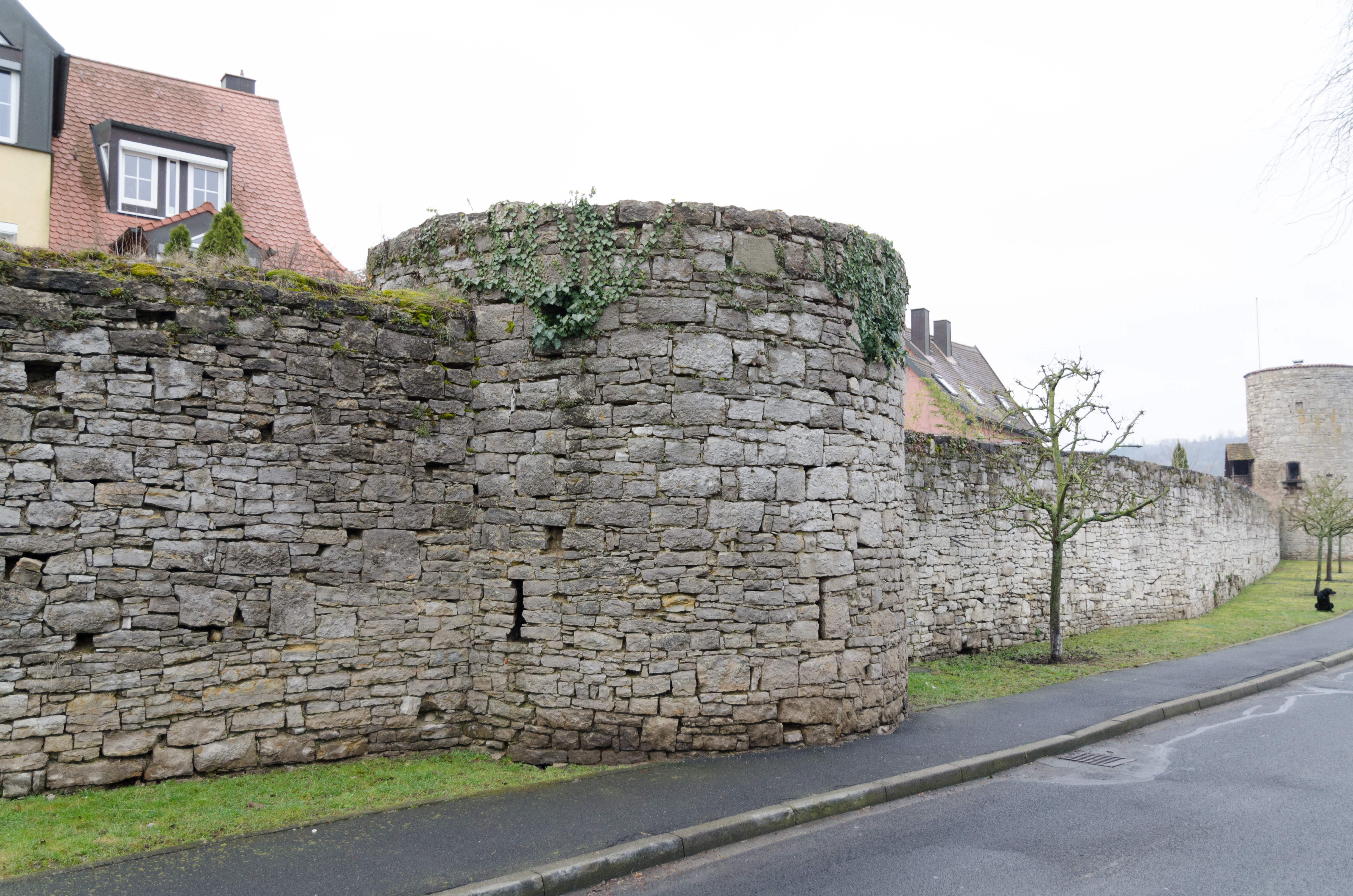
Rundturm Unterer Graben

## Baudenkmäler nach Ortsteilen

### Eibelstadt
| Lage | Objekt                                                                         | Beschreibung | Akten-Nr.               | Bild           |
| --- | ------------------------------------------------------------------------------ | --- | ----------------------- | -------------- |
| Bachsgraben, Straße nach Ochsenfurt () | Kreuzschlepper                                                                 | Sandsteinfigur des stehenden, kreuztragenden Christus, auf Postament mit Inschriftenkartusche, bezeichnet „1733“; nicht nachqualifiziert, im Bayerischen Denkmal-Atlas nicht kartiert | D-6-79-124-101 Wikidata |                |
| Bachsgrabenweg (Standort) | Heiligenfigur                                                                  | Figur des Christus an der Geißelsäule, auf Postament mit Inschriftenkartusche, Sandstein, bezeichnet „1724“ | D-6-79-124-105 Wikidata | BW             |
| Falltorgasse 1 (Standort) | Hausfigur                                                                      | Maria Immaculatà, Sandstein, 18. Jahrhundert | D-6-79-124-2            | weitere Bilder |
| Falltorgasse 1 (Standort) | Hauszeichen                                                                    | Schlussstein, Sandstein, 18. Jahrhundert | D-6-79-124-2            | weitere Bilder |
| Falltorgasse 5 (Standort) | Ehemals Scheune, jetzt Wohngebäude                                             | Zweigeschossiger Massivbau mit Satteldach und Rundbogentor, bezeichnet „1691“ | D-6-79-124-3 Wikidata   | weitere Bilder |
| Falltorgasse 12 (Standort) | Wohngebäude                                                                    | Zweigeschossiger Halbwalmdachbau mit Fachwerkobergeschoss und Hausmadonna, frühes 19. Jahrhundert | D-6-79-124-4 Wikidata   | weitere Bilder |
| Gabelgasse 2 (Standort) | Türgewände                                                                     | Bezeichnet „1684“ | D-6-79-124-5 Wikidata   | weitere Bilder |
| Gabelgasse 6 (Standort) | Hausfigur                                                                      | Pietàskulptur vor leerem Kreuz, Sandstein, 17. Jahrhundert | D-6-79-124-6 Wikidata   | weitere Bilder |
| Gebrüder-Hofmann-Ring (Standort) | Ehemaliger Barockgarten                                                        | Gartenanlage mit zentraler Wegachse und Brunnen, bez. 1762 | D-6-79-124-144          | weitere Bilder |
| Gebrüder-Hofmann-Ring (Standort) | Gartenhaus                                                                     | aufgesockelter, eingeschossiger und verputzter Fachwerkbau mit Zeltdach und Außentreppe, 18. Jh. | D-6-79-124-144          | weitere Bilder |
| Gebrüder-Hofmann-Ring (Standort) | Gartenmauer                                                                    | unverputzte Bruchsteinmauer, mit übergiebeltem, geohrtem Portal, wohl gleichzeitig | D-6-79-124-144          | weitere Bilder |
| Hainbüchlein, Unterer Altenbergsweg (Standort) | Bildstock                                                                      | Reliefaufsatz mit Kreuzigungsszene, auf Säule über Postament, Sandstein, bezeichnet „1698“, Aufsatz Kopie von 1963 | D-6-79-124-102 Wikidata | BW             |
| Hauptstraße 5 (Standort) | Hofanlage                                                                      | Wohngebäude, eingeschossiger, verputzter Halbwalmdachbau, wohl mit Fachwerkgiebel, und gestelzten Fensterprofilen, im Kern 17. Jahrhundert | Wikidata                | weitere Bilder |
| Hauptstraße 7 (Standort) | Hofanlage                                                                      | Ehemaliger Stall, ein- bzw. zweigeschossiger Massivbau mit Halbwalmdach, 18. Jahrhundert | D-6-79-124-8 Wikidata   | weitere Bilder |
| Hauptstraße 6 (Standort) | Wohngebäude                                                                    | Zweigeschossiger, verputzter Satteldachbau mit geohrten Fensterrahmungen und Hausfigur einer Marienbüste des 17. Jahrhunderts, 18. Jahrhundert | D-6-79-124-9 Wikidata   | weitere Bilder |
| Hauptstraße 7 (Standort) | Ehemaliger Präsenzhof des Würzburger Domkapitels, Wohngebäude                  | Zweigeschossiger, verputzter Halbwalmdachbau mit Fachwerkobergeschoss, 18. Jahrhundert, siehe Kellerei Eibelstadt, Randersacker und Theilheim | D-6-79-124-10 Wikidata  | weitere Bilder |
| Hauptstraße 7 (Standort) | Nebengebäude                                                                   | stattlicher Satteldachbau mit profilierten Fensterrahmungen, gleichzeitig | D-6-79-124-10 Wikidata  | BW             |
| Hauptstraße 7 (Standort) | Nebengebäude                                                                   | Massivbau, gleichzeitig | D-6-79-124-10 Wikidata  | BW             |
| Hauptstraße 7 (Standort) | Hoftor                                                                         | | D-6-79-124-10 Wikidata  | weitere Bilder |
| Hauptstraße 7 (Standort) | Einfriedung                                                                    | Bruchsteinmauerwerk, gleichzeitig | D-6-79-124-10 Wikidata  | weitere Bilder |
| Hauptstraße 8 (Standort) | Wohngebäude                                                                    | Zweigeschossiger Satteldachbau mit Fachwerkoberstock und korbbogiger Tordurchfahrt, 17./18. Jahrhundert | D-6-79-124-11 Wikidata  | weitere Bilder |
| Hauptstraße 12 (Standort) | Ehemaliges Frühmessnerhaus, jetzt Heimatmuseum                                 | Zweigeschossiger Halbwalmdachbau mit Fachwerkobergeschoss, bezeichnet „1682“ | D-6-79-124-12 Wikidata  | weitere Bilder |
| Hauptstraße 13 (Standort) | Wohngebäude                                                                    | Zweigeschossiger, verputzter Satteldachbau mit geohrten Fensterrahmungen, einseitig mit Halbwalm, mit rückseitigem Treppenturm und Hausmadonna des 19. Jahrhunderts, bezeichnet „1700“ | D-6-79-124-13 Wikidata  | weitere Bilder |
| Hauptstraße 14 (Standort) | Gasthaus Roß                                                                   | Zweigeschossiger, verputzter Eckbau mit Satteldach und geohrten Fensterrahmungen, bezeichnet „1792“ | D-6-79-124-14 Wikidata  | weitere Bilder |
| Hauptstraße 15 (Standort) | Traufseithaus                                                                  | Mit geohrten Fensterrahmungen, 16. Jahrhundert; Umbauten 1597 (dendrochronologisch datiert), 1623(dendrochronologisch datiert) und 18. Jahrhundert | D-6-79-124-15 Wikidata  | weitere Bilder |
| Hauptstraße 16 (Standort) | Wohngebäude                                                                    | Dreigeschossiger Massivbau mit Walmdach und Hausteingliederung, Erdgeschoss stark verändert, zweite Hälfte 19. Jahrhundert | D-6-79-124-16 Wikidata  | weitere Bilder |
| Hauptstraße 17 (Standort) | Gartenmauer                                                                    | Bruchsteinmauerwerk mit Pforte, Schlussstein bezeichnet „1553“ | D-6-79-124-68 Wikidata  | weitere Bilder |
| Hauptstraße 18 (Standort) | Hausmadonna                                                                    | | D-6-79-124-17 Wikidata  | BW             |
| Hauptstraße 20 (Standort) | Wohngebäude                                                                    | Zweigeschossiger, verputzter Massivbau in Ecklage, mit Walmdach und schlichten Hausteinprofilen, sowie Hausfigur des Heiligen Josef, um 1860 | D-6-79-124-18 Wikidata  | weitere Bilder |
| Hauptstraße 24 (Standort) | Wohngebäude                                                                    | Zweigeschossiger Satteldachbau mit Fachwerkoberstock und zwei hintereinandergestellten Giebeln, Zierfachwerk, bezeichnet „1664“ | D-6-79-124-19 Wikidata  | weitere Bilder |
| Hauptstraße 25 (Standort) | Wohngebäude                                                                    | Zweigeschossiger, giebelständiger Massivbau mit Treppengiebel und Satteldach, sowie profilierten Fensterrahmungen, 17. Jahrhundert | D-6-79-124-20           | weitere Bilder |
| Hauptstraße 28 (Standort) | Wohngebäude                                                                    | Dreigeschossiger, verputzter Fachwerkbau in Ecklage, mit Frackdach und geohrten Fensterrahmungen, sowie südlichem, dreigeschossigem Walmdachflügel, 17./18. Jahrhundert | D-6-79-124-22 Wikidata  | weitere Bilder |
| Hauptstraße 31 (Standort) | Hausmadonna                                                                    | 18. Jahrhundert; nicht nachqualifiziert, im Bayerischen Denkmal-Atlas nicht kartiert | D-6-79-124-23           | BW             |
| Hauptstraße 32 (Standort) | Wohngebäude                                                                    | Zweigeschossiger, teilweise verputzter Satteldachbau, einseitig mit Halbwalm, mit Fachwerkoberstock, geohrten Fensterrahmungen sowie südlichem Anbau mit Resten spätgotischen Fachwerks, im Kern spätmittelalterlich, Erscheinungsbild, 18. Jahrhundert                                                                                   | D-6-79-124-24 Wikidata  | weitere Bilder |
| Hauptstraße 34 (Standort) | Wohngebäude                                                                    | Zweigeschossiger Mansardhalbwalmdachbau, mit verputztem Fachwerkoberstock und geohrten Fensterrahmungen, 18./19. Jahrhundert | D-6-79-124-25 Wikidata  | weitere Bilder |
| Hauptstraße 35 (Standort) | Wohngebäude                                                                    | Zweigeschossiger, verputzter Satteldachbau mit Fachwerkobergeschoss, 17./18. Jahrhundert | D-6-79-124-26           | weitere Bilder |
| Hauptstraße 36 (Standort) | Ehemaliger Gasthof Krone                                                       | Zweigeschossiger Massivbau mit Walmdach und Barockgliederung, Entwurf wohl unter Beteiligung von Joseph Greissing, bezeichnet „1699“ | D-6-79-124-27 Wikidata  | weitere Bilder |
| Hauptstraße 36 (Standort) | Einfahrtstor                                                                   | | D-6-79-124-27 Wikidata  | weitere Bilder |
| Hauptstraße 36 (Standort) | Nebengebäude                                                                   | Bruchstein mit Rundbogentor, um 1700 | D-6-79-124-27 Wikidata  | weitere Bilder |
| Hauptstraße 36 a (Standort) | Einfriedung                                                                    | Bruchsteinmauer mit zwei Portalen, zum Wohnsitz des ehemals Pappenheimer Vogtes gehörig, bezeichnet „1566“ | D-6-79-124-27 Wikidata  | weitere Bilder |
| Hauptstraße 37 (Standort) | Gasthof Schwan                                                                 | Baukomplex aus zwei Häusern, zweigeschossige Massivbauten, nordwestlicher Teil mit Tordurchfahrt und Mansarddach, südöstlicher Teil mit Satteldach, 18./19. Jahrhundert | D-6-79-124-28 Wikidata  | weitere Bilder |
| Hauptstraße 49 (Standort) | Wohngebäude                                                                    | Zweigeschossiger Satteldachbau mit Fachwerkobergeschoss und Tordurchfahrt, 18. Jahrhundert, | D-6-79-124-104 Wikidata | weitere Bilder |
| Hauptstraße 49 (Standort) | Nebengebäude                                                                   | Fachwerkrückgebäude mit Erdgeschosshalle, 16./17. Jahrhundert | D-6-79-124-104 Wikidata | BW             |
| Hauptstraße 53, 55 (Standort) | Doppelwohnhaus                                                                 | Zweigeschossiger, verputzter Halbwalmdachbau mit Barockgliederung und südlich anschließender überbauter Hofdurchfahrt, sowie Hausfigur des Heiligen Joseph (um 1760), bezeichnet „1750“ | D-6-79-124-30 Wikidata  | weitere Bilder |
| Hauptstraße 53, 55 (Standort) | Rückgebäude                                                                    | | D-6-79-124-30 Wikidata  | BW             |
| Heumarkt (Standort) | Heiligenfigur                                                                  | Kopie, (Original im Rathausfoyer), Skulptur des Heiligen Sebastian auf hohem Postament, Sandstein, Johann Peter Wagner, bezeichnet „1773“ | D-6-79-124-37 Wikidata  | weitere Bilder |
| Heumarkt 2 (Standort) | Türgewände                                                                     | Reich profiliert, Sandstein, 16./17. Jahrhundert | D-6-79-124-31 Wikidata  | weitere Bilder |
| Heumarkt 5 (Standort) | Ehemals Fronhof des Würzburger Domkapitels                                     | Zweigeschossiger Satteldachbau mit Fachwerkoberstock, 17. Jahrhundert | D-6-79-124-32 Wikidata  | weitere Bilder |
| Heumarkt 16 (Standort) | Wohngebäude                                                                    | Zweigeschossiger, verputzter Walmdachbau mit Fachwerkobergeschoss, geohrten Fensterrahmungen und Tordurchfahrt mit Wappenrelief, frühes 18. Jahrhundert | D-6-79-124-33 Wikidata  | weitere Bilder |
| Heumarkt 18 (Standort) | Wohngebäude                                                                    | Schmaler, zweigeschossiger Satteldachbau mit Fachwerkgiebel, Tordurchfahrt und geohrten Fensterrahmungen, im Kern 17. Jahrhundert, Umbau 18. Jahrhundert | D-6-79-124-34 Wikidata  | weitere Bilder |
| Heumarkt 22 (Standort) | Ehemalige Klosterökonomie des Bamberger Theodorusklosters, später würzburgisch | Zweigeschossiger, verputzter Halbwalmdachbau mit Fachwerkoberstock und geohrten Fensterrahmungen, 18. Jahrhundert | D-6-79-124-35           | weitere Bilder |
| Heumarkt 24 (Standort) | Wohngebäude                                                                    | Zweigeschossiger, verputzter Satteldachbau, wohl mit Fachwerkoberstock, geohrtem Türgewände und Hausfigur des 18. Jahrhunderts, Türgewände bezeichnet „1677“, später verändert | D-6-79-124-36 Wikidata  | weitere Bilder |
| Jakob-Köhl-Gasse 3 (Standort) | Wohngebäude                                                                    | Zweigeschossiger Massivbau mit Satteldach und südöstlichem Walmdachanbau, im Kern 16. Jahrhundert, stark erneuert | D-6-79-124-38 Wikidata  | weitere Bilder |
| Jakob-Köhl-Gasse 4 (Standort) | Wohngebäude                                                                    | Zweigeschossiger Satteldachbau mit Fachwerkgiebel, im Kern 17. Jahrhundert | D-6-79-124-39 Wikidata  | weitere Bilder |
| Kapellensteige 2 (Standort) | Katholische Kapelle Heilig-Kreuz                                               | Saalbau mit eingezogenem Chor und Querhaus, sowie Chorturm mit Glockendach, wohl nach Plänen von Anton Wolff, 1657–1660, mit Ausstattung | D-6-79-124-95 Wikidata  | weitere Bilder |
| Kelterring 2, Domherrenstraße 2, Wilhelm-Doles-Straße 9, Wilhelm-Doles-Straße 7, Wilhelm-Doles-Straße 1, Wilhelm-Doles-Straße 3, Wilhelm-Doles-Straße 5, Kapellensteige 1 (Standort) | Kreuzweg, sieben Stationen                                                     | Farbig gefasste Gipsreliefs in giebelbedachten Nischenaufsätzen mit Postament, Bildhäuschen im Kern 18. Jahrhundert, bezeichnet „1890“ | D-6-79-124-94 Wikidata  | weitere Bilder |
| Kirchgasse 1 (Standort) | Wohngebäude                                                                    | Dreigeschossiger Satteldachbau mit Fachwerkobergeschossen, im Kern 16./17. Jahrhundert, die Obergeschosse 18./19. Jahrhundert | D-6-79-124-40 Wikidata  | weitere Bilder |
| Kirchgasse 3 (Standort) | Wohngebäude                                                                    | Zweigeschossiger Satteldachbau mit Fachwerkoberstock, letzteres 1982 rekonstruierend erneuert, bezeichnet „1689“ | D-6-79-124-41 Wikidata  | weitere Bilder |
| Lindelbacher Straße (Standort) | Kreuzschlepper                                                                 | Sandsteinfigur des stehenden, kreuztragenden Christus, 19. Jahrhundert, auf Muschelkalksockel mit Sandsteinkartusche, bezeichnet „1749“ | D-6-79-124-98 Wikidata  | BW             |
| Lindelbacher Straße, Markfeld (Standort) | Bildstock                                                                      | Reliefaufsatz mit Pietà und Kreuzbekrönung, auf gebauchtem Pfeiler mit Fruchtgehänge, 17. Jahrhundert | D-6-79-124-97 Wikidata  | BW             |
| Maingasse (Standort) | Kreuz                                                                          | Holzkreuz mit geschnitzten Arma Christi auf Steinpostament mit Inschrift, 19./erstes Viertel 20. Jahrhundert | D-6-79-124-46 Wikidata  | weitere Bilder |
| Maingasse 1, 3 (Standort) | Wohngebäude                                                                    | Zweigeschossiger, verputzter Satteldachbau mit Fachwerkobergeschoss, kleinem zweigeschossigem Vorbau mit Walmdach sowie Pietàrelief des 16. Jahrhunderts als Hausfigur, im Kern 16./17. Jahrhundert, modernisiert | D-6-79-124-42 Wikidata  | weitere Bilder |
| Maingasse 4 (Standort) | Wohngebäude                                                                    | Zurückversetztes, zweigeschossiges Halbwalmdachhaus mit verputztem Fachwerkobergeschoss, im Kern wohl noch spätmittelalterlich | D-6-79-124-43 Wikidata  | BW             |
| Maingasse 6 (Standort) | Wohngebäude                                                                    | Zweigeschossiger Halbwalmdachbau mit Fachwerkobergeschoss, 18. Jahrhundert, über älterem Kern | D-6-79-124-44 Wikidata  | weitere Bilder |
| Maingasse 7 (Standort) | Wohngebäude                                                                    | Zweigeschossiger, verputzter Halbwalmdachbau, wohl mit Fachwerkobergeschoss, 18. Jahrhundert, modernisiert | D-6-79-124-45 Wikidata  | weitere Bilder |
| Marktplatz (Standort) | Mariensäule, Figur der Muttergottes im Strahlenkranz                           | Auf hohem ornamentiertem Pfeiler über breitem Tischsockel, mit Einfriedung, Sandstein, von Gregor Diemmeneck, bezeichnet „1658“ | D-6-79-124-60 Wikidata  | weitere Bilder |
| Marktplatz 2 (Standort) | Rathaus                                                                        | Zweigeschossiger Walmdachbau mit Barockgliederung und Glockentürmchen, Entwurf unter Beteiligung von Joseph Greissing, 1706–1708, mit Ausstattung | D-6-79-124-49 Wikidata  | weitere Bilder |
| Marktplatz 3 (Standort) | Wohngebäude                                                                    | Zweigeschossiger, verputzter Satteldachbau mit Fachwerkobergeschoss, geohrten Fensterrahmungen und Madonnenbüste des 17. Jahrhunderts, 17./18. Jahrhundert | D-6-79-124-50 Wikidata  | weitere Bilder |
| Marktplatz 4 (Standort) | Ehemaliges Mesnerhaus                                                          | Zweigeschossiger Satteldachbau mit leicht auskragendem Fachwerkobergeschoss, im Kern 1688, mit östlichen Anbauten, diese bezeichnet „1774“ | D-6-79-124-51 Wikidata  | weitere Bilder |
| Marktplatz 4 (Standort) | Ehemaliges Beinhaus                                                            | kleiner Massivbau mit Walmdach und geohrten Fensterrahmungen, 18. Jahrhundert | D-6-79-124-51 Wikidata  | weitere Bilder |
| Marktplatz 5 (Standort) | Wohngebäude                                                                    | Zweigeschossiger, schmaler Satteldachbau mit verputztem Fachwerkobergeschoss und geohrten Fensterrahmungen, 18. Jahrhundert | D-6-79-124-52 Wikidata  | weitere Bilder |
| Marktplatz 6 (Standort) | Ehemals Ratsstube, seit 1617 Stadtschreiberei                                  | Zweigeschossiger, verputzter Satteldachbau mit Durchfahrt zum Kirchenbezirk und Torbogen, Teile der ehemals Kirchhofbewehrung des 13./14. Jahrhunderts verbaut, Gebäude im Kern 15. Jahrhundert, Umbau bezeichnet „1531“, erneuter Umbau, bezeichnet „1688“                                                                               | D-6-79-124-53 Wikidata  | weitere Bilder |
| Marktplatz 8 (Standort) | Katholische Stadtpfarrkirche Sankt Nikolaus                                    | Dreischiffiger Hallenbau mit einschiffigem Chor, unter Beteiligung von Hans Bock, 1480–1525, Wölbung und Empore, von Jakob Bonalino, 1621–1624, der Westturm im Kern 13. Jahrhundert, der Turmhelm mit Welscher Haube rekonstruiert, 1962; mit Ausstattung, Sakramentshäuschen, neben Seitenaltar aufgestellt, Sandstein, mittelalterlich | D-6-79-124-48 Wikidata  | weitere Bilder |
| Marktplatz 8 (Standort) | Ölbergkapelle mit überlebensgroßen Figuren                                     | Sandstein, um 1620 | D-6-79-124-48 Wikidata  | weitere Bilder |
| Marktplatz 8, Heumarkt 5, Hauptstraße (Standort) | Kirchhofbefestigung                                                            | Bruchsteinmauerwerk mit geohrtem Portalgewände, in der Anlage 13./14. Jahrhundert, Portal erstes Viertel 18. Jahrhundert | D-6-79-124-48 Wikidata  | weitere Bilder |
| Hauptstraße (Standort) | Kriegerdenkmal für die Gefallenen von 1870/71                                  | Pyramidales Postament mit Kriegsgewerk als Bekrönung, letztes Viertel 19. Jahrhundert | D-6-79-124-48 Wikidata  | weitere Bilder |
| Marktplatz 9 (Standort) | Wohngebäude                                                                    | Zweigeschossiger, verputzter Halbwalmdachbau, mit Fachwerkobergeschoss und geohrten Fensterrahmungen, bezeichnet „1798“ | D-6-79-124-54 Wikidata  | weitere Bilder |
| Marktplatz 11 (Standort) | Wohngebäude                                                                    | Zweigeschossiger, verputzter Satteldachbau mit geohrten Fensterrahmungen, zweite Hälfte 18. Jahrhundert, später erneuert | D-6-79-124-56 Wikidata  | weitere Bilder |
| Marktplatz 13 (Standort) | Wohngebäude                                                                    | Zweigeschossiger Massivbau mit Satteldach und Hausteingliederung, bezeichnet „1886“ | D-6-79-124-57 Wikidata  | weitere Bilder |
| Marktplatz 15 (Standort) | Wohngebäude                                                                    | Zweigeschossiger Schopfwalmdachbau mit Fachwerkoberstock, 17. Jahrhundert | D-6-79-124-58 Wikidata  | weitere Bilder |
| Marktplatz 17, Pfarrer-Manger-Gasse 2 (Standort) | Doppelwohnhaus                                                                 | Zweigeschossiger Bruchsteinmauerwerksbau mit Halbwalmdach, Hausteingliederung und Hausmadonna, bezeichnet „1849“ | D-6-79-124-59           | weitere Bilder |
| Pfarrer-Manger-Gasse 2 (Standort) | Ökonomiegebäude                                                                | Mit Fachwerkgiebel und Mansarddach, 18./19. Jahrhundert | D-6-79-124-59 Wikidata  | weitere Bilder |
| Oberer Graben 2 (Standort) | Wohngebäude                                                                    | Zweigeschossiger, verputzter Satteldachbau, wohl mit Fachwerkoberstock, 18. Jahrhundert | D-6-79-124-62 Wikidata  | weitere Bilder |
| Oberer Graben 7 (Standort) | Wohngebäude                                                                    | Zweigeschossiger, verputzter Satteldachbau, an die Stadtmauer angelehnt, im Kern 18. Jahrhundert | D-6-79-124-64 Wikidata  | BW             |
| Oberer Graben 15 (Standort) | Wohngebäude                                                                    | Dreigeschossiger Satteldachbau mit Fachwerkobergeschoss, 16./17. Jahrhundert | D-6-79-124-66 Wikidata  | weitere Bilder |
| Oberer Graben 21 (Standort) | Ehemaliges Schulhaus                                                           | Zweigeschossiger Bruchsteinmauerwerksbau mit Walmdach und Hausteingliederung, sowie Zwerchhausrisalit mit Satteldach und Treppengiebel, bezeichnet „1906“ | D-6-79-124-67 Wikidata  | weitere Bilder |
| Wilhelm-Doles-Straße (Standort) | Brunnenhäuschen                                                                | Kleiner halboffener Massivbau mit Walmdach und rechteckiger Brunnenschale, gleichzeitig | D-6-79-124-67 Wikidata  | weitere Bilder |
| Oberer Graben 35 (Standort) | Kleinstanwesen                                                                 | Eingeschossiger Bruchsteinmauerwerksbau mit Satteldach, nach 1825 | D-6-79-124-71 Wikidata  | BW             |
| Nähe Oberer Graben (Standort) | Ökonomiegebäude                                                                | zweigeschossiger Satteldachbau mit Fachwerkobergeschoss, wohl gleichzeitig, an die Stadtmauer angrenzend | D-6-79-124-71 Wikidata  | BW             |
| Pfarrer-Manger-Gasse 1 (Standort) | Portal                                                                         | Rundbogiges Gewände, bezeichnet „1566“ | D-6-79-124-73 Wikidata  | weitere Bilder |
| Pfarrer-Manger-Gasse 3 (Standort) | Ehemaliger Pfarrhof, Wohngebäude                                               | Unregelmäßiger, zweigeschossiger Baukomplex mit Treppengiebel, gestaffelten Satteldächern und reichem Quaderportal, im Kern 15. Jahrhundert, bezeichnet „1682“ |                         | weitere Bilder |
| Pfarrer-Manger-Gasse 3 (Standort) | Ehemaliger Pfarrhof, Nebengebäude                                              | | D-6-79-124-74 Wikidata  | weitere Bilder |
| Pfarrer-Manger-Gasse 3 (Standort) | Ehemaliger Pfarrhof, Torhaus                                                   | Massivbau mit rundbogigem Tor, 16./17. Jahrhundert | D-6-79-124-74 Wikidata  | weitere Bilder |
| Pfarrer-Manger-Gasse 3 (Standort) | Ehemaliger Pfarrhof, Gartenhäuschen                                            | 18. Jahrhundert | D-6-79-124-74 Wikidata  | weitere Bilder |
| Pfarrer-Manger-Gasse 3 (Standort) | Ehemaliger Pfarrhof, Bildstockaufsatz, mit Marienkrönung                       | Sandstein (Kopie steht an der Lindelbacher Straße), 18. Jahrhundert | D-6-79-124-74 Wikidata  | weitere Bilder |
| Riesengasse 1 (Standort) | Türrahmung                                                                     | Bezeichnet „1674“ | D-6-79-124-75 Wikidata  | BW             |
| Schubertgasse 6 (Standort) | Hauszeichen Schuster                                                           | Relief eines Stiefels, Sandstein, bezeichnet „1709“ | D-6-79-124-76 Wikidata  | weitere Bilder |
| Schubertgasse 9 (Standort) | Portal                                                                         | Geohrtes Türgewände, darüber geohrte Fensterrahmung, bezeichnet „1719“ | D-6-79-124-77 Wikidata  | weitere Bilder |
| Schubertgasse 17 (Standort) | Hausfigur Heiliger Johann Nepomuk                                              | 18. Jahrhundert | D-6-79-124-78           | weitere Bilder |
| Schulgasse 3 (Standort) | Hausmadonna                                                                    | 19. Jahrhundert | D-6-79-124-79           | weitere Bilder |
| Schulgasse 3 (Standort) | Inschrift                                                                      | Bezeichnet „1754“ | D-6-79-124-79           | BW             |
| Schulgasse 4 (Standort) | Hausmadonna                                                                    | 19. Jahrhundert | D-6-79-124-80           | weitere Bilder |
| Schulgasse 18 (Standort) | Wappenstein                                                                    | Sandstein, bezeichnet „1704“ | D-6-79-124-81 Wikidata  | weitere Bilder |
| Theilheimer Weg 1 (Standort) | Bildhäuschen                                                                   | Giebelbedachter Nischenaufsatz mit Kreuzbekrönung und Pietàrelief, auf erneuertem Tischsockel, Sandstein, spätes 19. Jahrhundert | D-6-79-124-96 Wikidata  | weitere Bilder |
| Unterer Graben 1, 3 (Standort) | Ehemaliges Doppelwohnhaus                                                      | Zweigeschossige Mansarddachbauten mit Fachwerkobergeschossen, nördlicher Teil stark überformt, 18./19. Jahrhundert, verbauter Abschnitt der Stadtmauer | D-6-79-124-83 Wikidata  | weitere Bilder |
| Unterer Graben 9 (Standort) | Ehemaliges Armenhaus, sogenanntes Seelhaus                                     | zweigeschossiger, verputzter Massivbau mit Satteldach, zugehöriger Rundturm der Stadtmauer (siehe Ortsbefestigung), 17. Jahrhundert | D-6-79-124-87 Wikidata  | weitere Bilder |
| Unterer Graben 22, 26 (Standort) | Gartenmauer mit Gartenportal                                                   | Bruchsteinmauerwerk, 16. Jahrhundert | D-6-79-124-88 Wikidata  | weitere Bilder |
| Unterer Graben 26 (Standort) | Scheune                                                                        | Massivbau mit Satteldach und Treppengiebel, 17. Jahrhundert | D-6-79-124-89 Wikidata  | weitere Bilder |
| Unterer Graben 28 (Standort) | Ehemaliges Wohnhaus des Zehnthofes                                             | Zweigeschossiger Massivbau mit Satteldach und Treppengiebel, 17. Jahrhundert, im Kern älter | D-6-79-124-90 Wikidata  | weitere Bilder |
| Unterer Graben 30 (Standort) | Wohngebäude                                                                    | Zweigeschossiger Massivbau mit Halbwalmdach, frühes 19. Jahrhundert | D-6-79-124-91 Wikidata  | weitere Bilder |
| Unterer Graben 30 (Standort) | Scheune                                                                        | Massivbau mit Satteldach, im Kern, 17. Jahrhundert | D-6-79-124-91 Wikidata  | weitere Bilder |
| Untere Semel (Standort) | Bildstock                                                                      | Reliefaufsatz mit Kreuzigungsszene, auf Säule über Postament, Kalkstein, bezeichnet „1618“ | D-6-79-124-100          | weitere Bilder |
| Untere Semel (Standort) | Friedhof                                                                       | Ummauertes Areal, im westlichen Bereich Anlage des frühen 17. Jahrhunderts, vor allem mit Grabdenkmälern des 19. und frühen 20. Jahrhunderts | D-6-79-124-72 Wikidata  | weitere Bilder |
| Untere Semel (Standort) | Friedhofsmauer                                                                 | Bruchsteinmauerwerk, wohl frühes 17. Jahrhundert | D-6-79-124-72 Wikidata  | weitere Bilder |
| Untere Semel (Standort) | Laubengang                                                                     | L-förmiges, halboffenes Gebäude mit Holzsäulen und Walmdach, 17./18. Jahrhundert | D-6-79-124-72 Wikidata  | weitere Bilder |
| Untere Semel (Standort) | Friedhofskapelle                                                               | Kleiner Bruchsteinmauerwerksbau mit Zwiebelhaube, bezeichnet „1658“ | D-6-79-124-72 Wikidata  | weitere Bilder |
| Untere Semel (Standort) | Kreuzigungsgruppe                                                              | Kruzifix auf Tischsockel, darauf Figur der Muttergottes, Copus und Marienfiguren Kopien, (Originale in Leichenhalle), 18. Jahrhundert | D-6-79-124-72 Wikidata  | weitere Bilder |
| Untere Semel (Standort) | Kreuzweg, sieben Kreuzwegstationen                                             | Figurale Sandsteinreliefs, ehemals im Kreuzweg zur Heilig-Kreuz-Kapelle untergebracht, 18. Jahrhundert | D-6-79-124-72 Wikidata  | weitere Bilder |
| Wilhelm-Doles-Straße 2 (Standort) | Bildstock                                                                      | Reliefaufsatz mit Christusdarstellung am Ölberg, (Muschelkalkkopie von 1975), auf originalem Postament mit Inschrift, bezeichnet „1723“ | D-6-79-124-92 Wikidata  | weitere Bilder |

### Mainmühle
| Lage               | Objekt | Beschreibung | Akten-Nr.               | Bild |
| ------------------ | --- | --- | ----------------------- | ---- |
| Mühle 1 (Standort) | Ehemalige Mühle, sogenannte Mainmühle, westlicher, erhaltener Wirtschaftsbereich des ehemals Hauptgebäudes | Als traufständiger, Massivbau mit Satteldach, sowie mit giebelständigem, massiven Satteldachvorbau mit Fachwerkgiebel, im Kern spätmittelalterlich, später mehrfach umgebaut | D-6-79-124-103 Wikidata | BW   |

## Ehemalige Baudenkmäler
In diesem Abschnitt sind Objekte aufgeführt, die früher einmal in der Denkmalliste eingetragen waren, jetzt aber nicht mehr. Objekte, die in anderem Zusammenhang also z. B. als Teil eines Baudenkmals weiter eingetragen sind, sollen hier nicht aufgeführt werden. Aktennummern in diesem Abschnitt sind ehemalige, jetzt nicht mehr gültige Aktennummern.

| Lage                                                             | Objekt                                                      | Beschreibung | Akten-Nr.              | Bild |
| ---------------------------------------------------------------- | ----------------------------------------------------------- | --- | ---------------------- | --- |
| Eibelstadt Hauptstraße 13 (Standort)                             | Rückwärtige Grundstücksmauer zum Oberen Graben              | | D-6-79-124-13 Wikidata | BW |
| Eibelstadt Heumarkt 24 (Standort)                                | Hausmadonna                                                 | 18. Jahrhundert | D-6-79-124-36 Wikidata | Hausmadonna |
| Eibelstadt Lindelbacher Straße, Zwischenweg (Standort)           | Bildstock                                                   | Kopie eines Bildstocks von 1740, Reliefaufsatz mit Marienkrönung und Dreifaltigkeit auf Säule über Postament (Original im Innenhof von Pfarrer-Manger-Gasse 3), 1970 | D-6-79-124-99 Wikidata | BW |
| Eibelstadt Unterer Graben 2 (an der Grundstücksmauer) (Standort) | Portal                                                      | Rundbogiges Gewände, bezeichnet „1721“ | D-6-79-124-84 Wikidata | [[Vorlage:Bilderwunsch/code!/C:49.72273,10.00204!/D:Unterer Graben 2 (an der Grundstücksmauer), Portal!/\|BW]] |
| Eibelstadt Wilhelm-Dohles-Straße (Standort)                      | Sockel eines verlorenen Bildes vom blutschwitzenden Heiland | 1723 | D-6-79-124-93 Wikidata | BW |